# 鹿島神宮

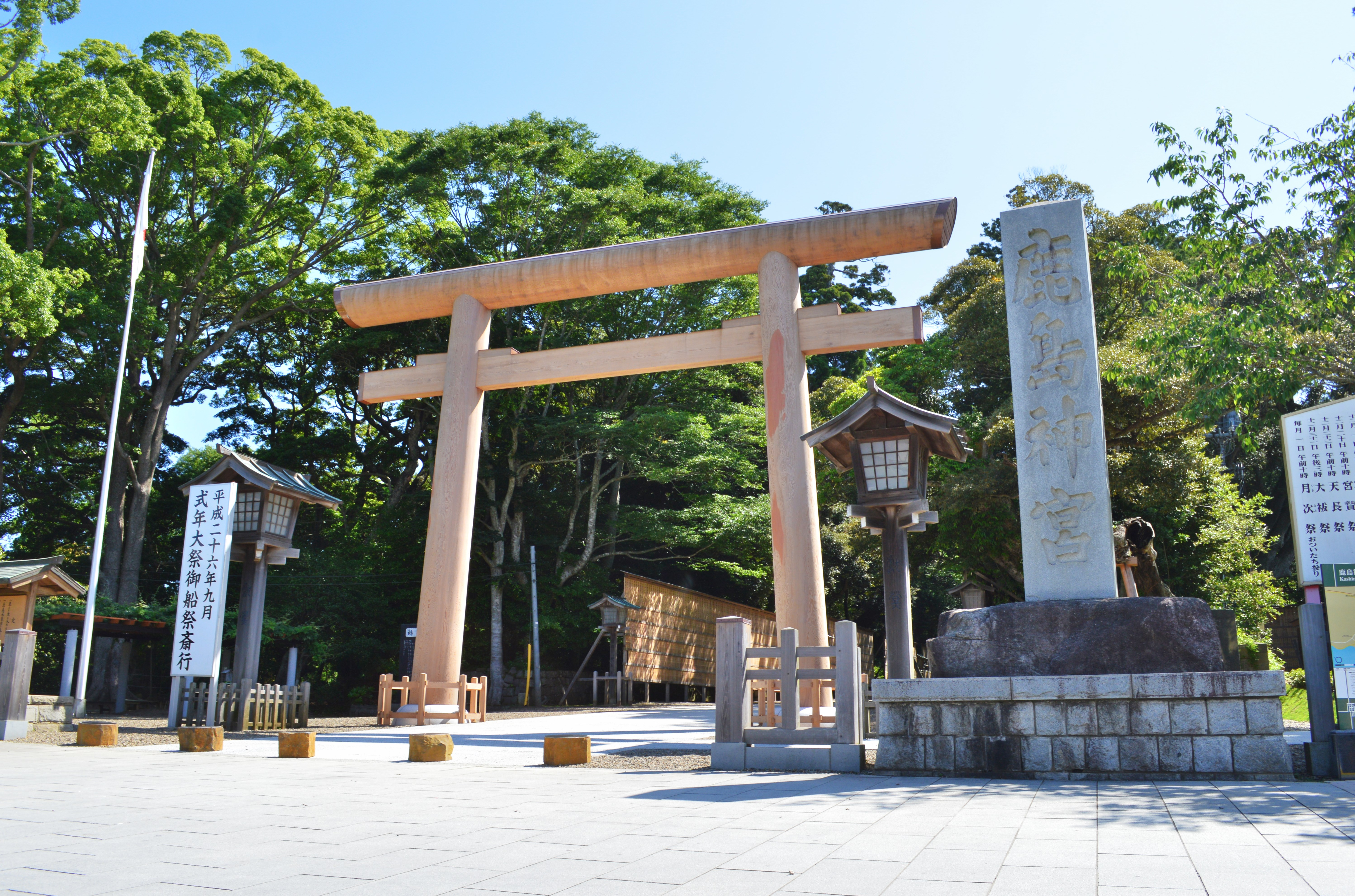
大鳥居

鹿島神宮（かしまじんぐう、鹿嶋神宮）は、茨城県鹿嶋市宮中にある神社。式内社（名神大社）、常陸国一宮。旧社格は官幣大社で、現在は神社本庁の別表神社。
全国にある鹿島神社の総本社。千葉県香取市の香取神宮、茨城県神栖市の息栖神社とともに東国三社の一社。また、宮中の四方拝で遥拝される一社である。

## 概要
茨城県南東部、北浦と鹿島灘に挟まれた鹿島台地上に鎮座する。古くは『常陸国風土記』に鎮座が確認される東国随一の古社であり、日本神話で大国主の国譲りの際に活躍する武甕槌神（建御雷神、タケミカヅチ）を祭神とすることで知られる。常陸は古代国家領域の北端であったため、天孫に従い国土を平定した武甕槌神を祭神とする鹿島神宮は国家の北方の守護神として重視された。古代には朝廷から蝦夷の平定神として、また藤原氏から氏神として崇敬された。その神威は中世に武家の世に移って以後も続き、歴代の武家政権からは武神として崇敬された。現在も武道では篤く信仰される神社である。
文化財のうちでは、「韴霊剣（ふつのみたまのつるぎ）」と称される長大な直刀が国宝に指定されている。また境内が国の史跡に、本殿・拝殿・楼門など社殿7棟が国の重要文化財に指定されているほか、多くの文化財を現在に伝えている。鹿を神使とすることでも知られる。

## 社名
神宮は常陸国鹿島郡の地に鎮座するが、その地名「カシマ」は、『常陸国風土記』では「香島」と記載される。風土記の中で、「香島郡」の名称は「香島の天の大神」（鹿島神宮を指す）に基づくと説明されている。「カシマ」を「鹿島」と記した初見は養老7年（723年）であり、8世紀初頭には「香島」から「鹿島」に改称されたと見られている。この変化の理由は史書からは明らかでないが、神宮側では神使の鹿に由来すると説明する。この「カシマ」の由来には諸説がある。主な説は次の通り。
- 「神の住所」すなわち「カスミ」とする説[4]
- 建借間命（たけかしまのみこと）から「カシマ」を取ったとする説[4]
建借間命（建借馬命）は、『先代旧事本紀』国造本紀[原 3]に初代仲国造（那珂国造）として、また『常陸国風土記』[原 4]に記述が見える人物。
- 「船を止める杭を打つ場所」を意味する「カシシマ」とする説[4]
『肥前国風土記』[原 5]に「杵島（きしま）」の由来として見える記述に基づくもの[4]。

なお、神宮では現在社名に「島」の字を用いているが、自治体の茨城県鹿嶋市は佐賀県鹿島市との区別のため「嶋」の字が使用される。

## 祭神
祭神は次の1柱。

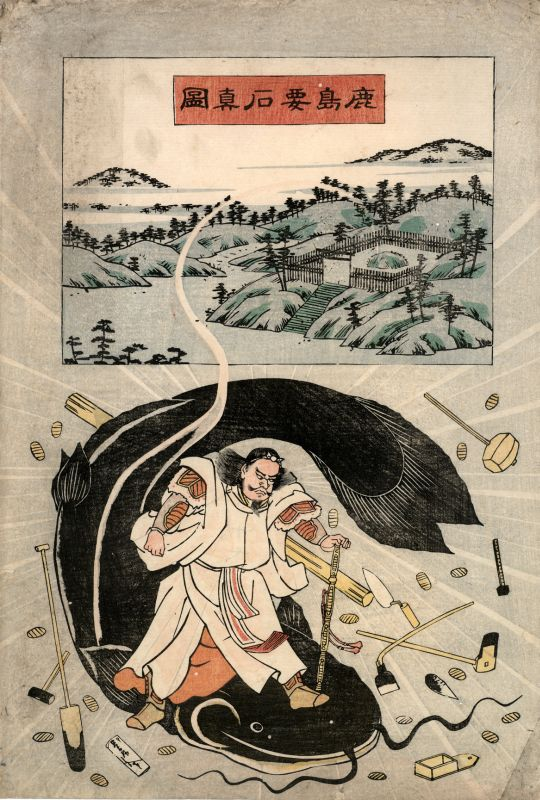
「鹿島要石真図」江戸時代の鯰絵。上が要石を祀る鹿島神宮、下が剣をもち大鯰を抑える武甕槌神。

- 武甕槌大神（たけみかつちのおおかみ[7]/たけみかづちのおおかみ[8]）
『古事記』では「建御雷神」、『日本書紀』では「武甕槌神」と表記される[9]。
別名を「建布都神（たけふつのかみ）」や「豊布都神（とよふつのかみ）」[9]。

### 祭神について
上記のように、鹿島神宮の主祭神はタケミカヅチ（武甕槌/建御雷）であるとされる。タケミカヅチの出自について、『古事記』では、伊邪那岐命（伊弉諾尊）が火之迦具土神（軻遇突智）の首を切り落とし、剣についた血が岩に飛び散って生まれた3神のうちの1神とする（日本書紀ではここでタケミカヅチ祖のミカハヤヒが生まれたとする）。また、天孫降臨に先立つ葦原中国平定においては、アメノトリフネ（天鳥船神：古事記）または経津主神（日本書紀）とともに活躍したという。その後、神武東征に際してタケミカヅチは伊波礼毘古（神武天皇）に神剣（布都御魂）を授けた。ただし『古事記』・『日本書紀』には鹿島神宮に関する言及はないため、タケミカヅチと鹿島との関係は明らかでない。
一方、『常陸国風土記』では鹿島神宮の祭神を「香島の天の大神（かしまのあめのおおかみ）」と記し、この神は天孫の統治以前に天から下ったとし、記紀の説話に似た伝承を記す。しかしながら、風土記にもこの神がタケミカヅチであるとの言及はない。
神宮の祭神がタケミカヅチであると記した文献の初見は、『古語拾遺』（807年成立）における「武甕槌神云々、今常陸国鹿島神是也」という記述である。ただし、『延喜式』（927年成立）の「春日祭祝詞」においても「鹿島坐健御賀豆智命」と見えるが、この「春日祭祝詞」は春日大社の創建といわれる神護景雲2年（768年）までさかのぼるという説がある。以上に基づき、8世紀からの蝦夷平定が進むにつれて地方神であった「香島神」に中央神話の軍神であるタケミカヅチの神格が加えられたとする説があるほか、中央の国譲り神話自体も常陸に下った「香島神」が中臣氏によって割り込まれて作られたという説がある。
神宮の祭神は、タケミカヅチが国土平定に活躍したという記紀の説話、武具を献じたという風土記の説話から、武神・軍神の性格を持つと見なされている。特に別称「タケフツ」や「トヨフツ」に関して、「フツ」という呼称は神剣のフツノミタマ（布都御魂/韴霊）の名に見えるように「刀剣の鋭い様」を表す言葉とされることから、刀剣を象徴する神とする説もある。鹿島神宮が軍神であるという認識を表すものとしては、『梁塵秘抄』（平安時代末期）の「関より東の軍神、鹿島・香取・諏訪の宮」という歌が知られる。一方、船を納めさせたという風土記の記述から航海神としての一面や、祭祀集団の卜氏が井を掘ったという風土記の記述から農耕神としての一面の指摘もある。以上を俯瞰して、軍神・航海神・農耕神といった複合的な性格を持っていたとする説もある。一方でタケミカヅチと中臣氏の遠祖である天児屋命を繋ぐ系図が存在し、中臣氏歴代にも津速産霊命、市千魂命、伊香津臣命、雷大臣命など「雷」に関係した神名・人名が見られ、中臣氏と同祖と見られる紀国造にも雷神祭祀（鳴雷神社）や天雷命など雷に関わる神名が見られることから、雷神としてのタケミカヅチを中臣氏本来の神と見る説もある。

## 特徴

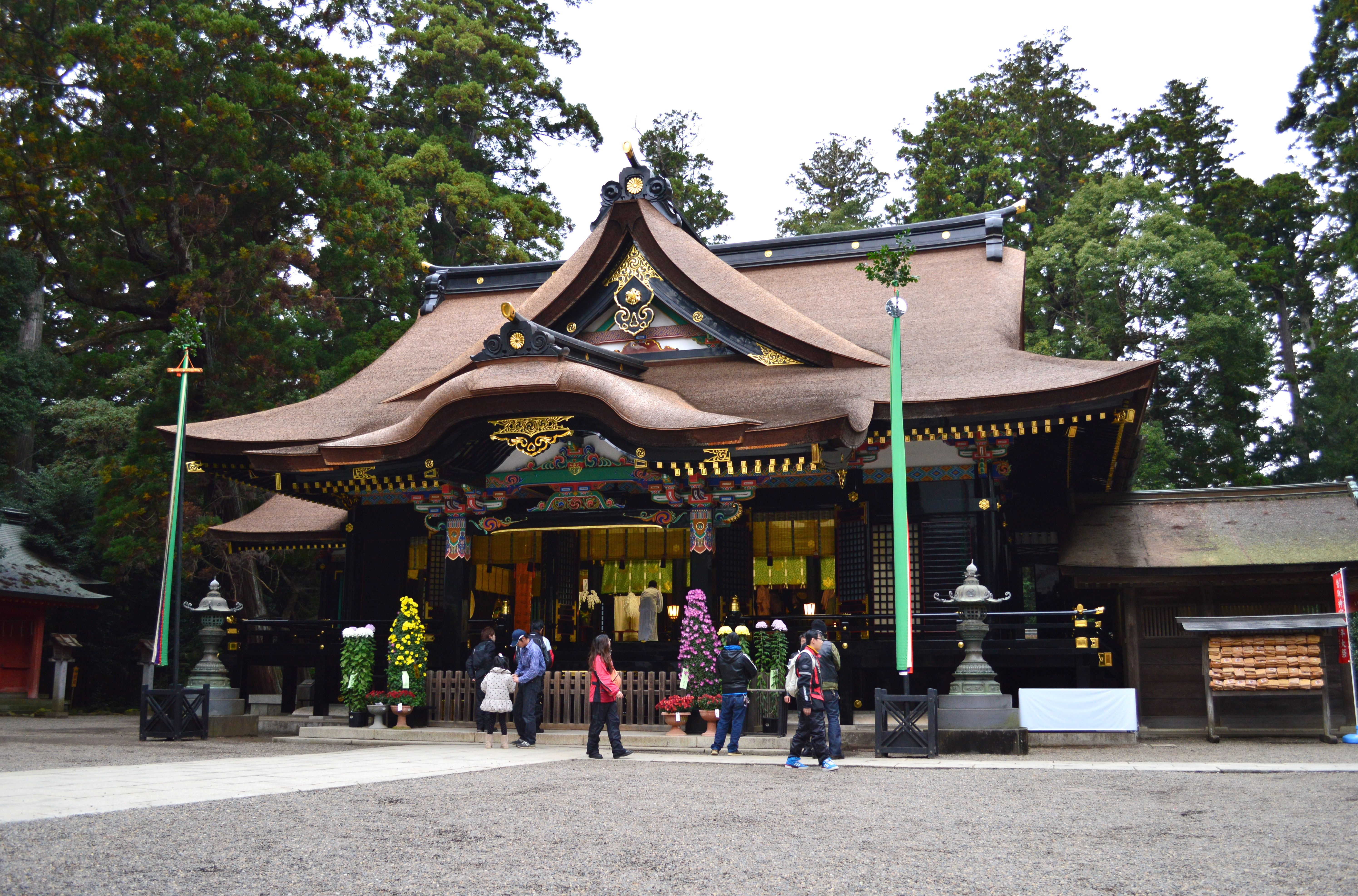
香取神宮（千葉県香取市）下総国一宮。鹿島神宮とは深い関係にあり、古来並び称される。

鹿島神宮は、下総国一宮の香取神宮（千葉県香取市、北緯35度53分10.03秒 東経140度31分43.27秒 / 北緯35.8861194度 東経140.5286861度）と古来深い関係にあり、「鹿島・香取」と並び称される一対の存在にある。
鹿島・香取の両神宮とも、古くより朝廷からの崇敬の深い神社である。その神威は、両神宮が軍神として信仰されたことが背景にある。古代の関東東部には、現在の霞ヶ浦（西浦・北浦）・印旛沼・手賀沼を含む一帯に香取海という内海が広がっており、両神宮はその入り口を扼する地勢学的重要地に鎮座する。この香取海はヤマト政権による蝦夷進出の輸送基地として機能したと見られており、両神宮はその拠点とされ、両神宮の分霊は朝廷の威を示す神として東北沿岸部の各地で祀られた（後述）。鹿島神宮の社殿が北を向くことも、蝦夷を意識しての配置といわれる。
朝廷からの重要視を示すものとしては、次に示すような事例が挙げられる。
- 神郡
鹿島・香取両神宮ではそれぞれ常陸国鹿島郡・下総国香取郡が神郡、すなわち郡全体を神領とすると定められていた[25]（令集解[原 11]や延喜式[原 12]に記載）。神郡を有した神社の例は少なく、いずれも軍事上・交通上の重要地であったとされる[25]。
- 鹿島香取使（かしまかとりづかい）
両神宮には、毎年朝廷から勅使として鹿島使（かしまづかい）と香取使（かとりづかい）、または略して鹿島香取使の派遣があった[25]。伊勢・近畿を除く地方の神社において、定期的な勅使派遣は両神宮のほかは宇佐神宮（6年に1度）にしかなく、毎年の派遣があった鹿島・香取両神宮は極めて異例であった[25]。
- 「神宮」の呼称
『延喜式』神名帳（平安時代の官社一覧）では、「神宮」と表記されたのは大神宮（伊勢神宮内宮）・鹿島神宮・香取神宮の3社のみであった[25][注 2]。

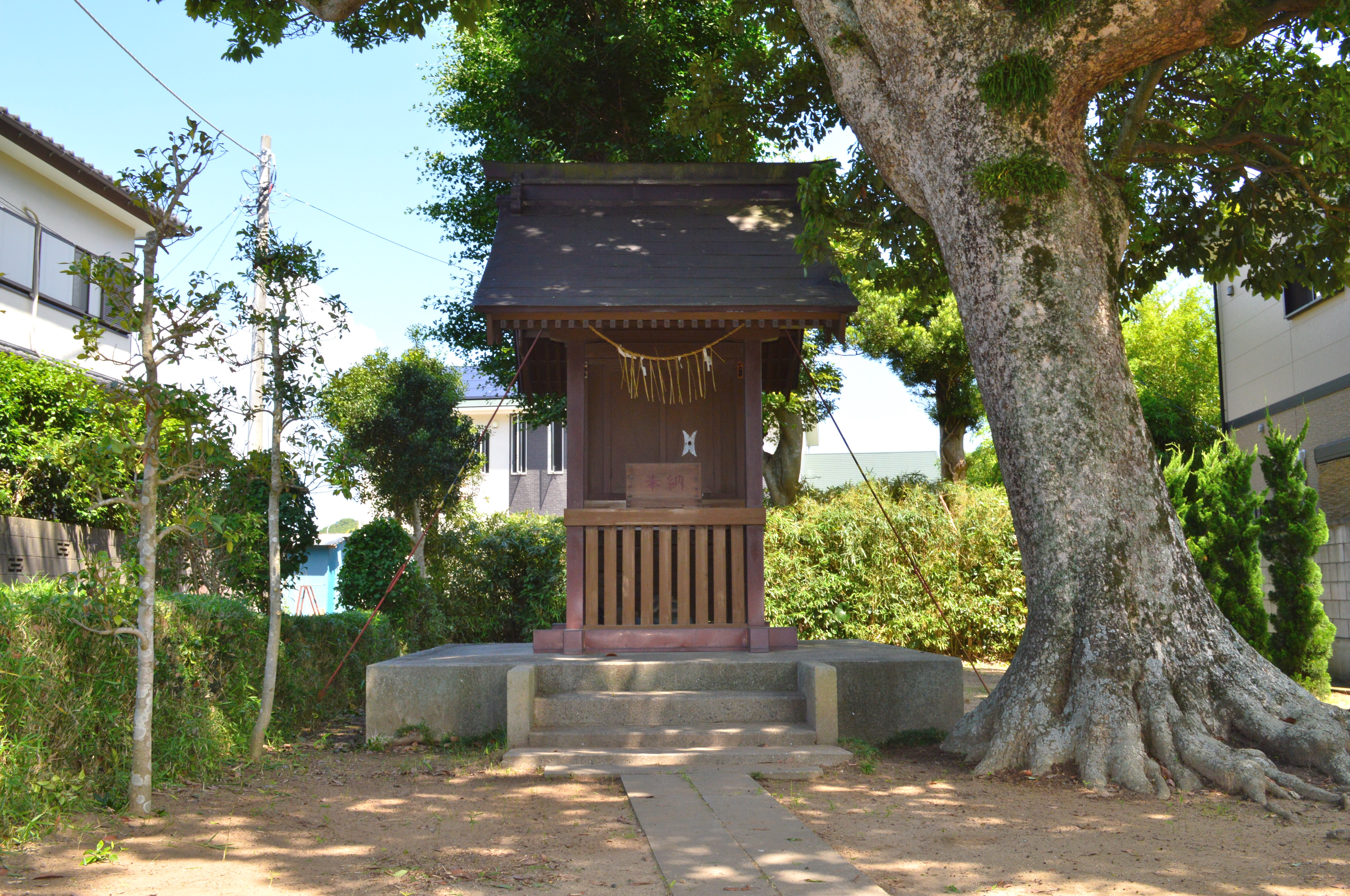
鎌足神社（鹿嶋市宮中）藤原鎌足の出生伝承地。

また、藤原氏からの崇敬も特徴の1つである。鹿島には藤原氏前身の中臣氏に関する伝承が多く残るが、藤原氏祖の藤原鎌足もまた常陸との関係が深く、『常陸国風土記』によると常陸国内には鎌足（藤原内大臣）の封戸が設けられていた。また『大鏡』（平安時代後期）を初見として鎌足の常陸国出生説もあり、神宮境外末社の津東西社跡近くに鎮座する鎌足神社（鹿嶋市指定史跡、北緯35度57分58.92秒 東経140度37分5.41秒 / 北緯35.9663667度 東経140.6181694度）はその出生地と伝えられる。藤原氏の氏社として創建された奈良の春日大社では、鹿島神が第一殿、香取神が第二殿に勧請されて祀られ、藤原氏の祖神たる天児屋根命（第三殿）よりも上位に位置づけられたが、天児屋根命の父を建御雷神とする説があり、それに従えば建御雷神は中臣氏の上祖となる。
その後、中世に武家の世に入ってからも両神宮は武神を祀る神社として武家から信仰された。現代でも武術方面から信仰は強く、道場には「鹿島大明神」・「香取大明神」と書かれた2軸の掛軸が対で掲げられることが多い。

## 歴史

### 創建・伝承
創建について、鹿島神宮の由緒『鹿島宮社例伝記』（鎌倉時代）や古文書（応永32年（1425年）の目安）では神武天皇元年に初めて宮柱を建てたといい、神宮側ではこの神武天皇元年を創建年としている。
一方『常陸国風土記』にも神宮の由緒が記載されており、「香島の天の大神」が高天原より香島の宮に降臨したとしている。また、この「香島の天の大神」は天の大神の社（現・鹿島神宮）、坂戸の社（現・摂社坂戸神社）、沼尾の社（現・摂社沼尾神社）の3社の総称であるともする。その後第10代崇神天皇の代には、大中臣神聞勝命（おおなかとみかむききかつ）が大坂山で鹿島神から神託を受け、天皇は武器・馬具等を献じたという。さらに第12代景行天皇の代には、中臣臣狭山命が天の大神の神託により舟3隻を奉献したといい、これが御船祭（式年大祭）の起源であるとされる。
臣狭山命は倭建命の東征活動に参加しており、陸奥地方に多く見える鹿島神、鹿島御子神の分布は中臣氏の先祖や部民関係者が東征活動に随行、従事したことによるものと見られる。なお、風土記に見える舟の奉献は実際には倭建命の東征にあたって献上したものと見る説もある。

### 概史

#### 飛鳥時代
『常陸国風土記』には鹿島社に多くの神戸、すなわち祭祀維持のための付属の民戸が設置されたことが見える。また風土記では、大化5年（649年）に神郡として香島郡（鹿島郡）が成立し、天智天皇年間（668年-672年）には初めて使いが遣わされて造営のことがあったと記す。以上の背景としては大化の改新後の新政による朝廷の東国経営強化が考えられ、改新を契機として朝廷は鹿島社とつながりを深め、天智朝の社殿造営を大きな画期としたと見られている。
このような朝廷との結びつきには、中臣氏の存在が背景にあったと指摘される。中臣氏は6世紀後半から7世紀初頭に祭祀制度の再編を行なっており、これに伴って東国に中臣部や卜部といった部民を定め、一地方神であった鹿島社の祭祀を掌握したと見られている。実際、史料には鹿島郡司や社の神職に中臣姓の人物が多く存在する。そして、大化の改新後に中臣氏は政治的に躍進し、鹿島社も朝廷との関係を深めたという。中臣氏進出以前の祭祀氏族については諸説あるが、明らかではない（「考証」節参照）。
鹿島神が朝廷の東国経営で大きな役割を果たした様子を表すものとしては、後世の『日本三代実録』や『延喜式』神名帳に記される、陸奥国内の多くの鹿島神の苗裔神（御子神）の存在が指摘される（「鹿島苗裔神」節参照）。その記載から、鹿島神は国土平定の武神・水神として太平洋沿岸部を北上し、その過程で各開拓地で祀られ、最終的に今の宮城県石巻市付近まで影響力を及ぼしたとされる。

#### 奈良時代

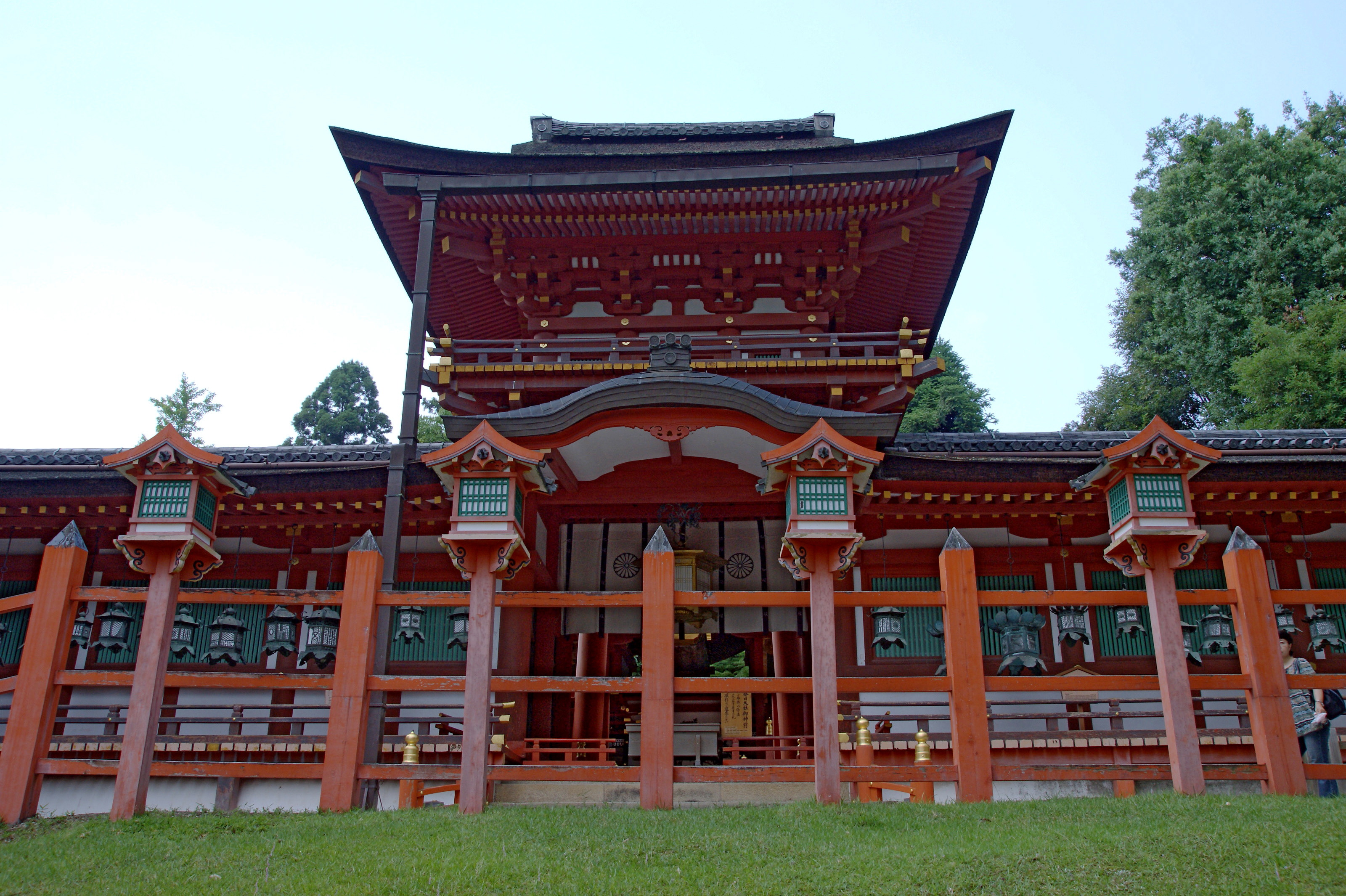
春日大社（奈良県奈良市）藤原氏の氏社。その創建に際して武甕槌神は鹿島から春日へ勧請され、その第一殿に祀られた。

奈良時代には、史書に多数の神戸の記事が載る（「社領」節参照）。またこの時代、鹿島社は藤原氏から氏神として特に崇敬された。神護景雲2年（768年）には奈良御蓋山の地に藤原氏の氏社として春日社（現・春日大社）が創建されたといい、鹿島から武甕槌神（第一殿）、香取から経津主命（第二殿）、枚岡から天児屋根命（第三殿）と比売神（第四殿）が勧請された。これら4柱のうち特に鹿島神が主神で、春日社の元々の祭祀も鹿島社の遥拝に発したと見られている。その後も藤原氏との関係は深く、宝亀8年（777年）の藤原良継の病の際には「氏神」の鹿島社に対して正三位の神階が奉叙されている。

#### 平安時代
平安時代以降の神階としては、承和3年（836年）に正二位勲一等、承和6年（839年）に従一位勲一等の記事が見える。嘉祥3年（850年）には、春日社の建御賀豆智命は正一位に達した（勧請元の鹿島社も同時に叙せられたという見方もある）。
延長5年（927年）成立の『延喜式』神名帳では常陸国鹿島郡に「鹿島神宮 名神大 月次新嘗」と記載されて式内社（名神大社）に列したほか、月次祭・新嘗祭では幣帛に預かっていた。なお、神名帳で当時「神宮」の称号で記されたのは、大神宮（伊勢神宮）・香取神宮と鹿島神宮の三社のみであった。また、常陸国内では一宮に位置づけられるようになっていった。

#### 鎌倉時代から江戸時代
鹿島神宮は武神を祀るため、中世の武家の世にも神威は維持され、歴代の武家政権や大名から崇敬を受けた。源頼朝から多くの社領が寄せられたように、神宮には武家からの奉幣や所領の寄進が多く確認される。その反面、武家による神宮神職への進出や神領侵犯も度々行われており、頼朝により武家の鹿島氏（常陸大掾氏一族）が惣追捕使に任命されて神宮経営に入り込んだことを発端として、藤原氏の影響下からは離れていった。室町時代には、武家政権の神領寄進に平行して在地勢力による侵犯が進み、社殿造営費用にも欠く状態であったという。

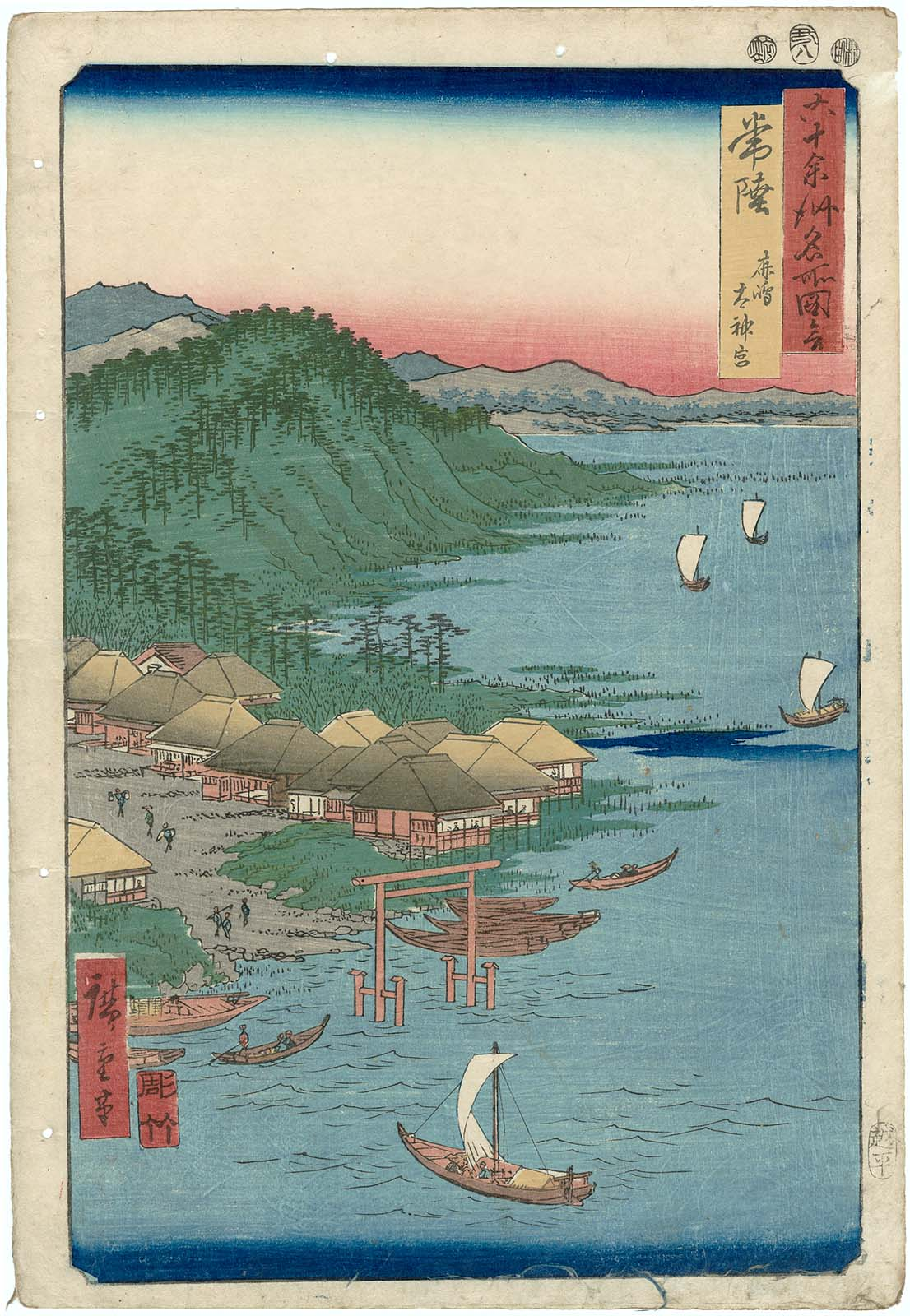
「常陸 鹿嶋大神宮」歌川広重画『六十余州名所図会』より。

江戸時代には江戸幕府からの崇敬を受け、慶長10年（1605年）には徳川家康により本殿（現・摂社奥宮の社殿）が造営された。元和5年（1619年）には徳川秀忠により現在の社殿一式、寛永11年（1634年）には徳川頼房により楼門等が造営された。

#### 明治以降
明治維新後、明治4年（1871年）に近代社格制度において官幣大社に列した。戦後は神社本庁の別表神社に列している。
昭和43年（1968年）には、明治維新後百年の記念として茨城県笠間市産の御影石を用いて大鳥居（二の鳥居）が建て替えられた。昭和61年（1986年）には、境内が国の史跡に指定された。
平成23年（2011年）3月11日に発生した東北地方太平洋沖地震およびその余震により、石造の大鳥居（二の鳥居）と御手洗池の鳥居が倒壊し、境内の石灯籠64基も崩れたほか、本殿の千木も被害を受け、被害総額は1億700万円に上った。その後、境内の杉を用いて大鳥居が再建され、平成26年（2014年）6月に竣工祭が執り行われている。
なお平成23年度には、境内北西辺の祈祷殿・社務所の建て替えに伴い、境内で初めての大規模な発掘調査が実施された。この時には奈良時代に遡る鍛冶関連を始めとする遺構・遺物のほか、時代ごとに幾度も整地がなされた様子が認められた。
令和の大改修として2021年（令和3年）から奥宮本殿、本宮幣殿拝殿、楼門の改修工事が進められ、2026年に完了予定である。奥宮の工事は2021年2月に着工して完了、本宮幣殿拝殿の工事は2022年に着工して2023年11月に完了となる。楼門は2024年に着工し、2026年に大改修が完了する予定である。

### 神階
| 年    | 鹿島神                     | 香取神         |
| ----- | -------------------------- | -------------- |
| 777年 | 正三位                     | 正四位上       |
| 782年 | 勲五等                     | --             |
| 836年 | 従二位勲一等 →正二位勲一等 | 従三位 →正二位 |
| 839年 | 従一位勲一等               | 従一位         |
| 850年 | 正一位? （正一位勲一等?）  | 正一位?        |
| 882年 | --                         | 正一位勲一等   |

- 六国史における神階奉叙の記録[42]
  - 宝亀8年（777年）7月16日、正三位 （『続日本紀』）[原 17] - 表記は「鹿島社」。
  - 延暦元年（782年）5月20日、勲五等 （『続日本紀』）[原 22] - 表記は「鹿島神」。
  - 承和3年（836年）5月9日、従二位勲一等から正二位勲一等 （『続日本後紀』）[原 18] - 表記は「建御賀豆智命」。
  - 承和6年（839年）10月29日、従一位勲一等 （『続日本後紀』）[原 19] - 表記は「建御加都智命」。
- 参考：奈良・春日社（春日大社）の「建御賀豆智命大神」に対する叙位[42]
  - 嘉祥3年（850年）9月15日、正一位 （『日本文徳天皇実録』）[原 20]
注）当該記事では春日社の他の祭神3柱も叙せられている。後の『日本三代実録』でそれら3柱の勧請元社がこの記事の策命を継いで昇進していることから、元社と春日社は同時に叙位したとも見られている[33]。

### 神職
『常陸国風土記』にも見えるように、古代常陸には中臣部・卜部が多く住んでおり、神職を兼ねる者も多かったとされる。天平18年（746年）には、これら当地に住む中臣部20烟・卜部5烟に「中臣鹿島連」姓が下賜されている。以後の神宮の主な神職は、この在地の中臣鹿島氏（中臣氏）と中央の大中臣氏が担っていった。職制について延長5年（927年）成立の『延喜式』では、神宮の職制は宮司1人、禰宜1人、祝1人、物忌1人からなるとし、宮司は従八位に準じるとしている。
鎌倉時代に入り、源頼朝により常陸大掾氏一族の鹿島氏が惣大行事に任じられた。それまで神職の補任権は基本的に藤原氏が担っていたが、この武家の進出によりその影響下からは離れることとなった。
文永3年（1266年）の「諸神官補任之記」によれば、当時の神宮の神職には大宮司を筆頭として、大禰宜、物忌及びその父（千富禰宜）、惣大行事、検非違使・惣追捕使・押領使、宮介・権禰宜・和田権祝・益田祝・惣申権祝・田所権祝、案主3人その他、神夫・郷長・判官など、50人は軽く超える数がいたという。
主な職は次の通り。
大宮司
「だいぐうじ」。神宮の最高責任者。
古くは中央の大中臣氏から補任されていたが、長元年間（1028年-1037年）から大中臣氏と中臣氏（中臣鹿島氏）が交互に務めるようになり、建長年間（1249年-1256年）以後は中臣氏が世襲した（近世に塙氏を称する）。
大禰宜
「おおねぎ」。庶務をすべ、神体奉戴や献饌も行なった。
貞観8年（866年）には禰宜が確認され、承安年間（1171年-1175年）を大禰宜の初めとして、以後中臣氏が世襲した（近世に羽生氏を称する）。一時期に鹿島氏（常陸大掾氏）も担っていた。
中世以後は大宮司よりも多くの所領を有しており、神宮で実質的に最も実力を持った。
物忌
「ものいみ」。本殿内陣奉仕役。
古くは神職の未婚の娘から卜定され、中世末からは当禰宜（千富禰宜・物忌代とも）の女が選ばれた。当禰宜（物忌の父）は本来中臣氏であったが、中世末に千葉氏流の東氏が継ぎ、物忌の後見役として重きをなした。
物忌は人目に触れるべきでない存在で、数ある神宮の祭事の中でも、本宮祭（御戸開き神事）、奥宮祭、流鏑馬祭、大宮祭、将軍祭、大生宮祭の年6回しか出輿しなかったという。初代物忌は神功皇后の娘の普雷女（あまくらめ）であると伝えられ、終身職であったため、明治の廃絶までで総勢27人を数えるのみであったという。かつて物忌が住した物忌館（ものいみやかた）は、跡宮（境外摂社）の傍とされる。

### 社領
『常陸国風土記』や『延喜式』によれば、神宮の鎮座する常陸国鹿島郡は神郡、すなわち郡全体が神宮の神領に指定されていた。
また『常陸国風土記』には、神戸すなわち祭祀維持のための付属の民戸について次の記載がある。
- 孝徳天皇以前、8戸
- 孝徳天皇年間（645年-654年）、50戸増（計58戸）
- 天武天皇年間（673年-686年）、9戸増（計67戸）
- 持統天皇4年（690年）、2戸減（計65戸） - 『庚寅年籍』作成の影響と見られる[15]。

その後奈良時代の文書には、次の記載がある。
- 天平宝字2年（758年）、神奴218人を神戸とする （『続日本紀』）[原 26]
- 天平神護元年（765年）、鹿島社から神戸20戸を春日社に寄進 （『新抄格勅符抄』）[原 27]
- 神護景雲元年（767年）、男80人・女75人の神賎を良民に編入 （『続日本紀』）[原 28]
- 宝亀4年（773年）、神賎105人と良民の婚姻を禁止 （『続日本紀』）[原 29]
- 宝亀11年（780年）、脱漏した神賎774人の神戸編入を認め、神司が良民を神賎とすることを禁止 （『続日本紀』）[原 30]
- 延暦元年（782年）、陸奥国に神戸2戸 （『新抄格勅符抄』）[原 27]
- 延暦5年（786年）、神戸105戸・神賎戸50烟・課685人・不課2,676人 （『新抄格勅符抄』）[原 27]

平安時代、藤氏長者は職封より10戸の寄進を例としたという。平安時代末期以降は、各神官がそれに付属する所領と私領を世襲した。
中世には神領侵犯が度々行われ、社殿造営費用にも欠く状態であったという。のちに豊臣秀吉により侵犯は停止され、文禄4年（1595年）の検地で社領は405石と定められた。
徳川家康からは慶長7年（1602年）に1,500石が加増され、社領は2,000石に及んだ（うち大宮司100石、当禰宜300石、大禰宜・大祝各40石）。

### 社殿造営
社殿の造営について、『常陸国風土記』では天智天皇年間（668年-672年）にすでに造営のことが見える。
『鹿島長暦』によれば大宝元年（701年）に正殿・仮殿が造営されたといい、この時から20年に1度の式年造営が定められたという。この式年造営では、現在の本宮と奥宮の社地を交互に社殿地としたとされる。造営内容は、弘仁3年（812年）に社殿すべての造替から正殿のみの造替に変更された。その後も『日本三代実録』貞観8年（866年）の記事、『延喜式』臨時祭に造営の旨が見える。『日本三代実録』の記事によると、その用材には材木5万余枝、工夫16万余人、料稲18万余束を要したという。
『鹿島町史』によれば、平安時代から戦国時代までの造営の年次は貞観8年（866年）、天慶3年（940年）、長和4年（1015年）、天永2年（1111年）、承安3年（1173年）、建暦元年（1211年）、弘長3年（1263年）、弘安5年（1282年）、正応2年（1289年）、正和4年（1315年）、元亨3年（1323年）、応永25年（1418年）、永享7年（1435年）、大永2年（1522年）、永禄2年（1559年）に確認される。
慶長10年（1605年）には徳川家康により本殿、元和5年（1619年）には徳川秀忠により社殿一式、寛永11年（1634年）には徳川頼房により楼門等が造営された。

## 境内
神宮の鎮座する地は「三笠山（みかさやま）」と称される。この境内は日本の歴史上重要な遺跡であるとして、国の史跡に指定されている（摂社坂戸神社境内、摂社沼尾神社境内、鹿島郡家跡も包括）。
境内の広さは約70ヘクタールである。このうち約40ヘクタールは鬱蒼とした樹叢で、「鹿島神宮樹叢」として茨城県指定天然記念物に指定されている。樹叢には約800種の植物が生育しており、神宮の長い歴史を象徴するように巨木が多く、茨城県内では随一の常緑照葉樹林になる。

### 社殿

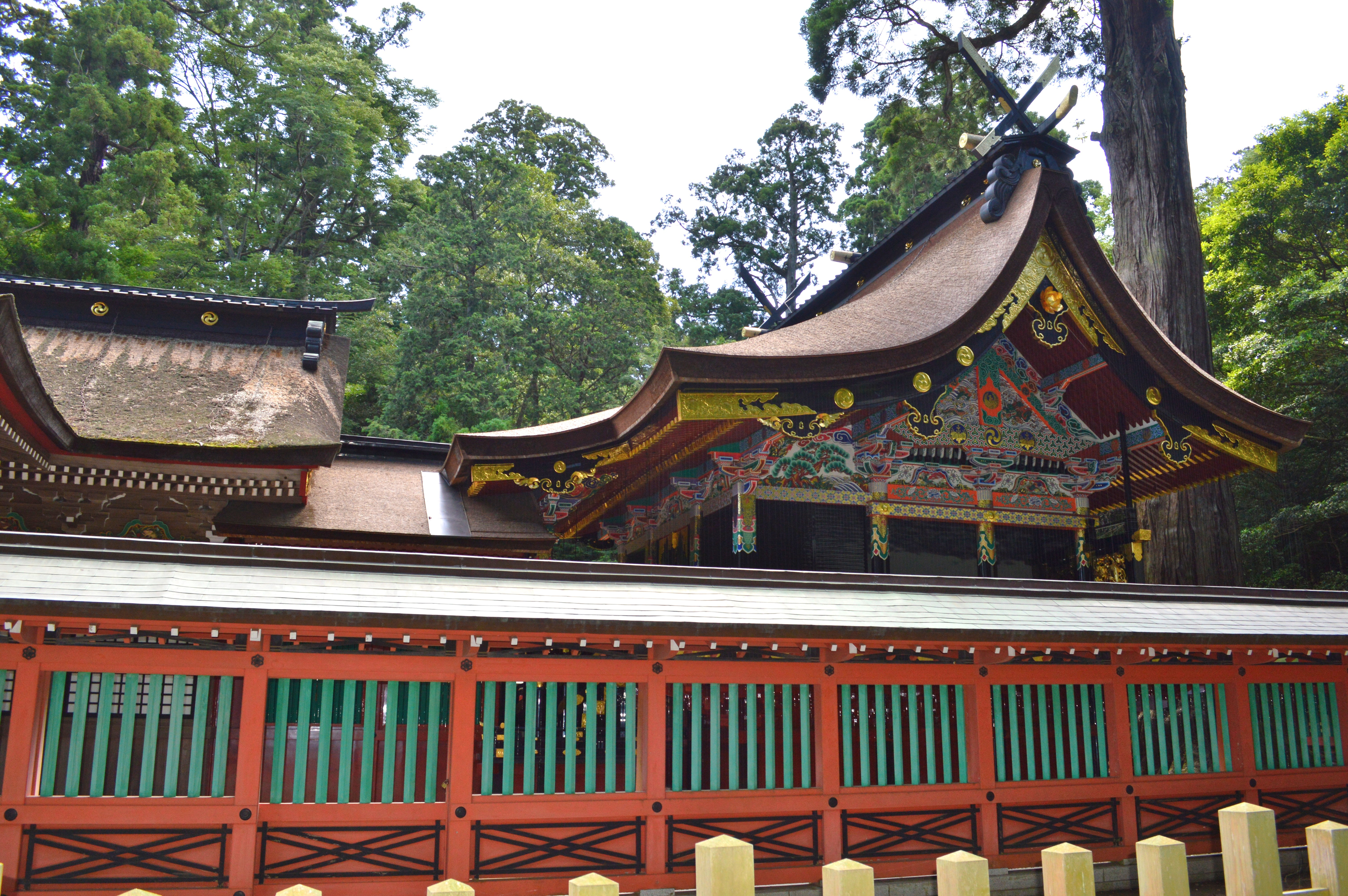
本殿（国の重要文化財）前面に石の間・幣殿が接続。

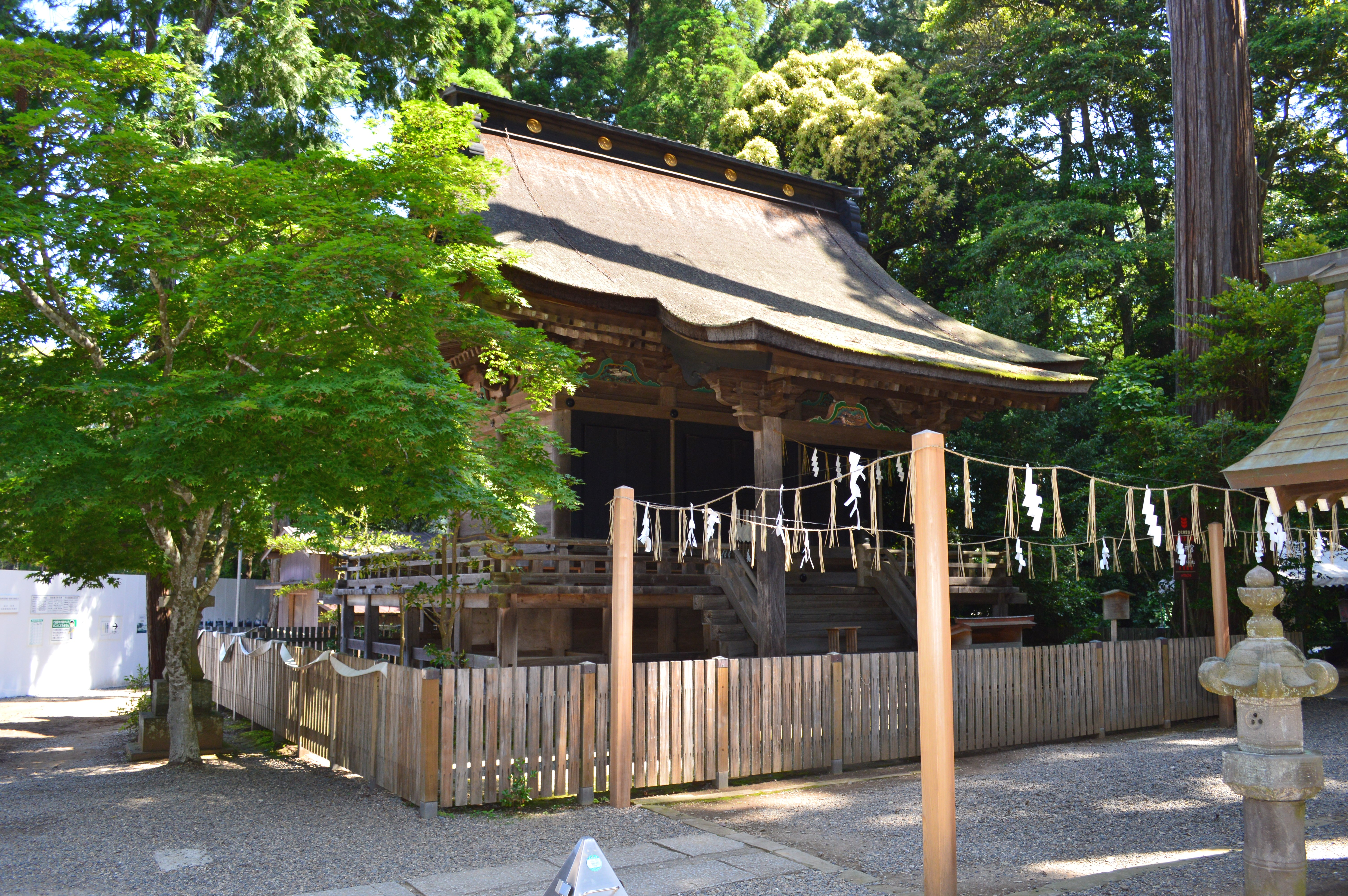
仮殿（国の重要文化財）

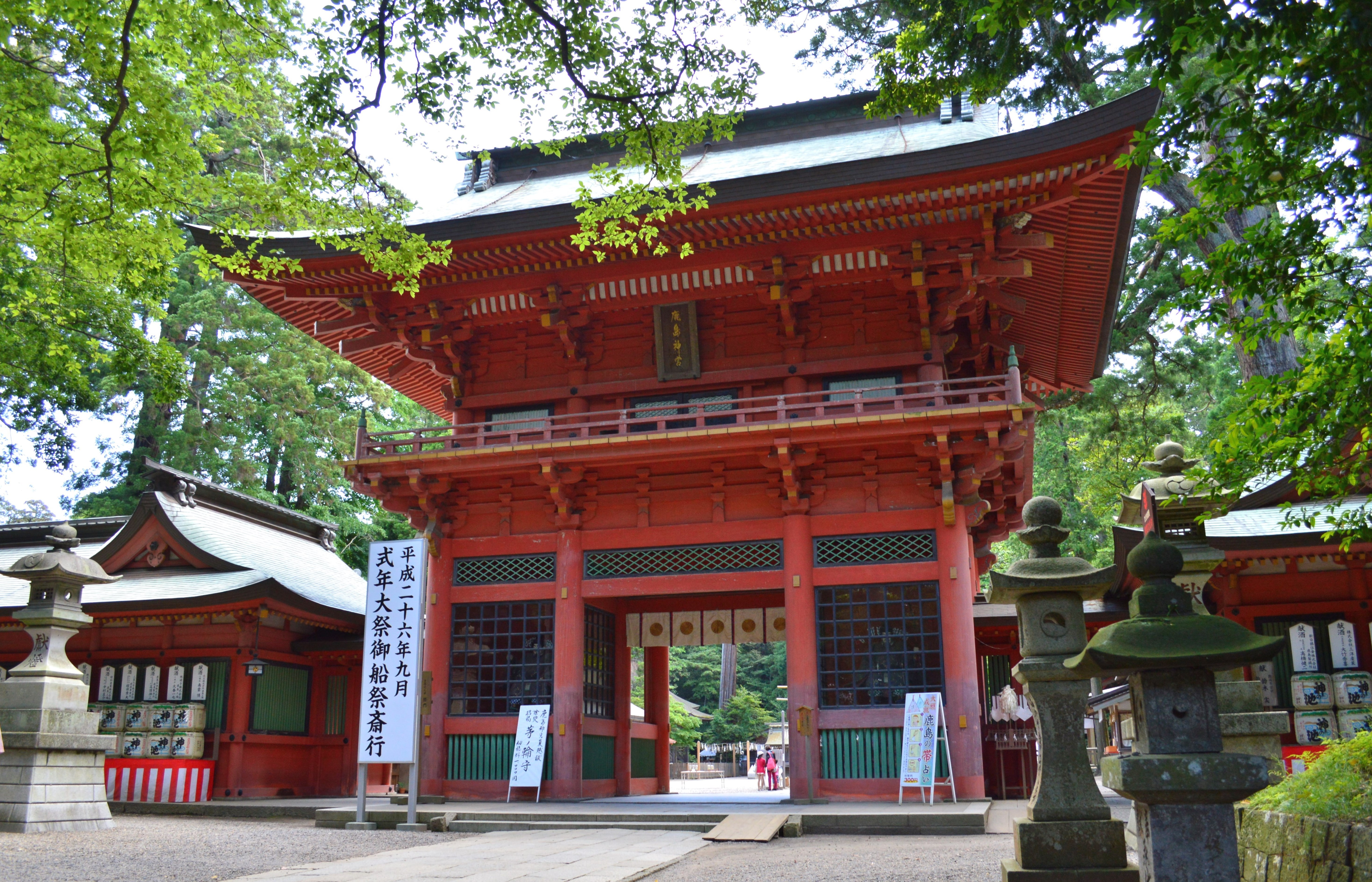
楼門（国の重要文化財）「日本三大楼門」の1つ。

主要社殿は、本殿・石の間・幣殿・拝殿からなる。いずれも江戸時代初期の元和5年（1619年）、江戸幕府第2代徳川秀忠の命による造営のもので、幕府棟梁の鈴木長次の手による。幣殿は拝殿の後方に建てられ、本殿と幣殿の間を「石の間」と呼ぶ渡り廊下でつなぐという、複合社殿の形式をとっている。楼門を入ってからも参道は真っ直ぐ東へと伸びるが、社殿はその参道の途中で右（南）から接続する特殊な位置関係にある。このため社殿は北面するが、これは北方の蝦夷を意識した配置ともいわれる。
本殿は三間社流造、向拝一間で檜皮葺。漆塗りで柱頭・組物等に極彩色が施されている。元和5年（1619年）の造営までは、現在の奥宮の社殿が本殿として使用されていた。本殿は北面するが、内部の神座は本殿内陣の南西隅にあって参拝者とは相対せず東を向くといい（下図参照）、出雲大社本殿との関連が指摘される（ただし神主らの参入形式の本殿では上代の宮殿にならい正面から見て横向きに建物を使う例が多い）。『鹿島宮社例伝記』によると、本殿は古くは普段開かれない「不開御殿（あかずのごてん）」と記され、毎年1月7日にのみ物忌によって戸が開かれ幣を交換されたという。この本殿の背後には杉の巨木の神木が立っており、樹高43メートル・根回り12メートルで樹齢約1,000年といわれる。そのさらに後方、玉垣を介した位置には「鏡石（かがみいし）」と呼ばれる直径80センチメートルほどの石があり、神宮創祀の地とも伝えられている。
石の間は桁行二間、梁間一間、一重、切妻造、檜皮葺で、前面は幣殿に接続する。本殿同様、漆塗りで極彩色が施されている。幣殿は桁行二間、梁間一間、一重、切妻造、檜皮葺で、前面は拝殿に接続する。拝殿は桁行五間、梁間三間、一重、入母屋造、向拝一間、檜皮葺。幣殿・拝殿は、本殿・石の間と異なり漆や極彩色がなく、白木のままの簡素な意匠である。これら本殿・石の間・幣殿・拝殿は国の重要文化財に指定されている。
拝殿の右前方には南面して仮殿（かりどの）が建てられている。仮殿は「権殿」とも記され、本殿造営の際に一時的に神霊を安置するために使用される社殿である。この仮殿は、元和5年（1619年）に現在の本殿が造営される際、本殿同様に幕府棟梁の鈴木長次の手によって建てられたものである。構造は桁行三間、梁間二間、一重、入母屋造、向拝一間、檜皮葺。仮殿であるため比較的簡素な作りであるが、一部には漆彩色が施されている。なお、造営当初は拝殿の左前方にあって西面していたというが、再三位置を変えた末、昭和26年（1951年）に現在の位置に定まった。この仮殿は国の重要文化財に指定されている。
境内の参道には西面して楼門があるが、この楼門は「日本三大楼門」の1つに数えられる。寛永11年（1634年）、初代水戸藩主の徳川頼房の命による造営のもので、棟梁は越前大工の坂上吉正。構造は三間一戸（扉口は省略）、入母屋造の2階建てで、現在は銅板葺であるが元は檜皮葺であったという。総朱漆塗りであり、彩色はわずかに欄間等に飾るに抑えるという控え目な意匠である。扁額「鹿島鳥居」は東郷平八郎の書になる。楼門左右の回廊は楼門と同時の作であるが、のちに札所が増設されている。この楼門は国の重要文化財に指定され、回廊は鹿嶋市指定文化財に指定されている。
境内入り口にある大鳥居は、4本の杉を用い、高さが10.2メートル、幅が14.6メートルの大きさである。元々は笠間市産の御影石を用いた石鳥居であったが、平成23年（2011年）3月11日に発生した東北地方太平洋沖地震およびその余震により根元から倒壊した。これを受けて、神宮境内から杉の巨木4本を伐り出して再建され、記録が残る1664年から数えて11度目の建て替えとなった。大鳥居は、2本の円柱の上に丸太状の笠木を載せ、貫のみを角形として柱の外に突き出させる等の特徴があり、この形式は「鹿島鳥居」と称されている。用いられた杉の樹齢は、左右の柱が約500年、笠木が約600年、貫が約250年である。柱の土台部分にあたる亀腹石（かめばらいし）には、倒壊した鳥居の石が用いられている。

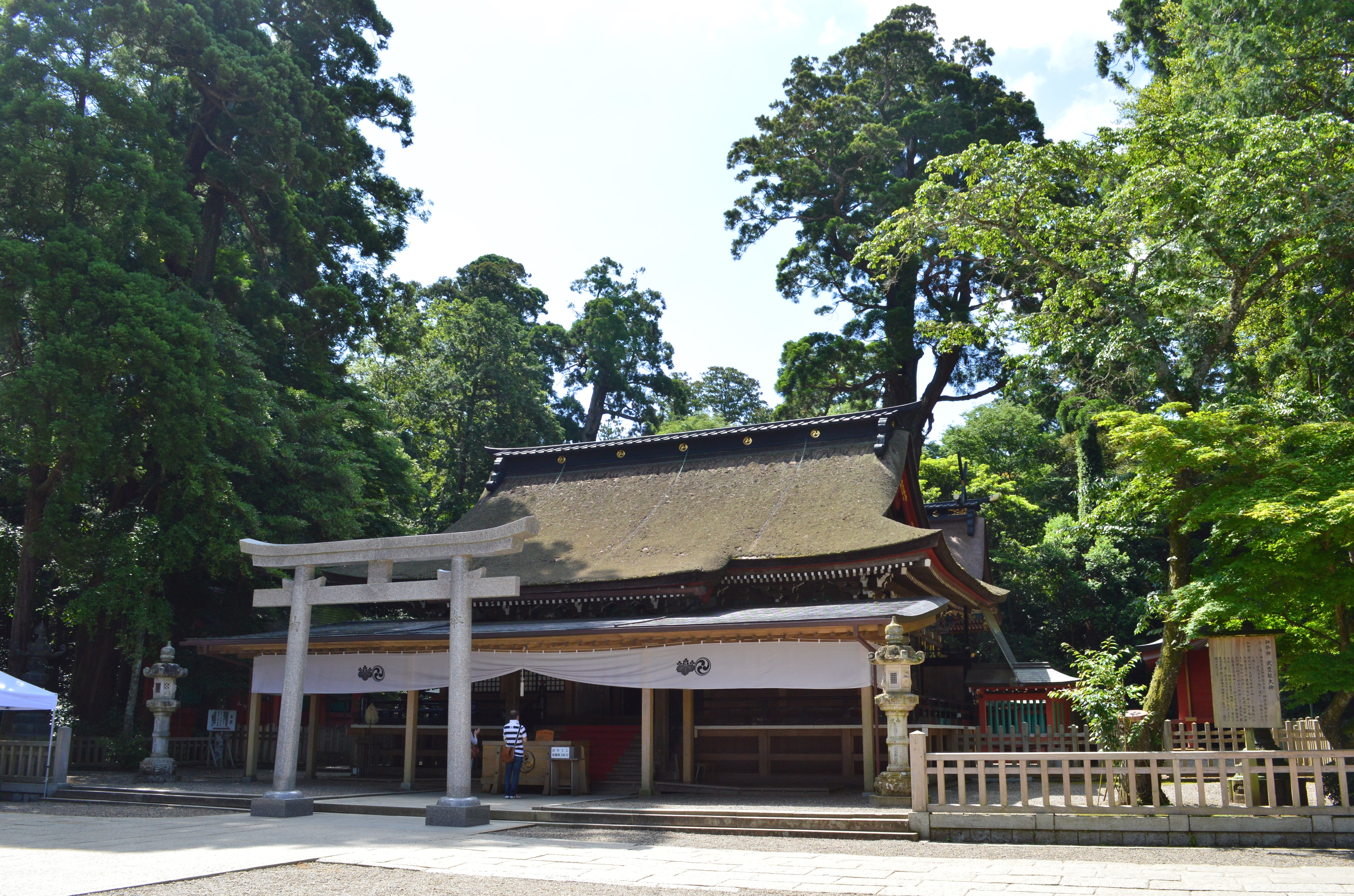
社殿全景 本殿後背には神木。
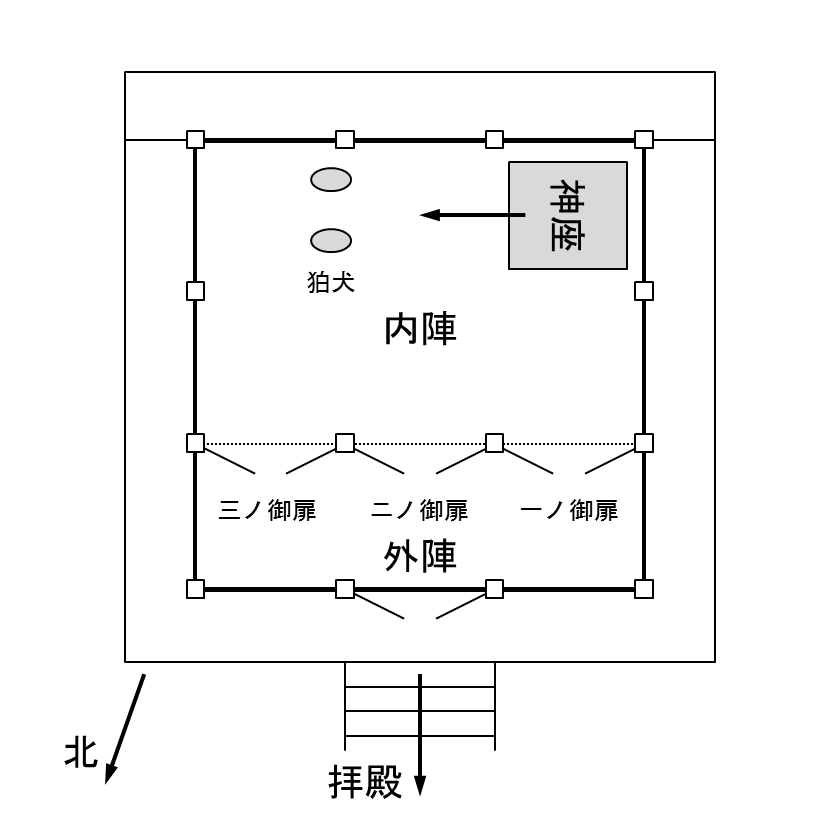
本殿平面図

### 要石

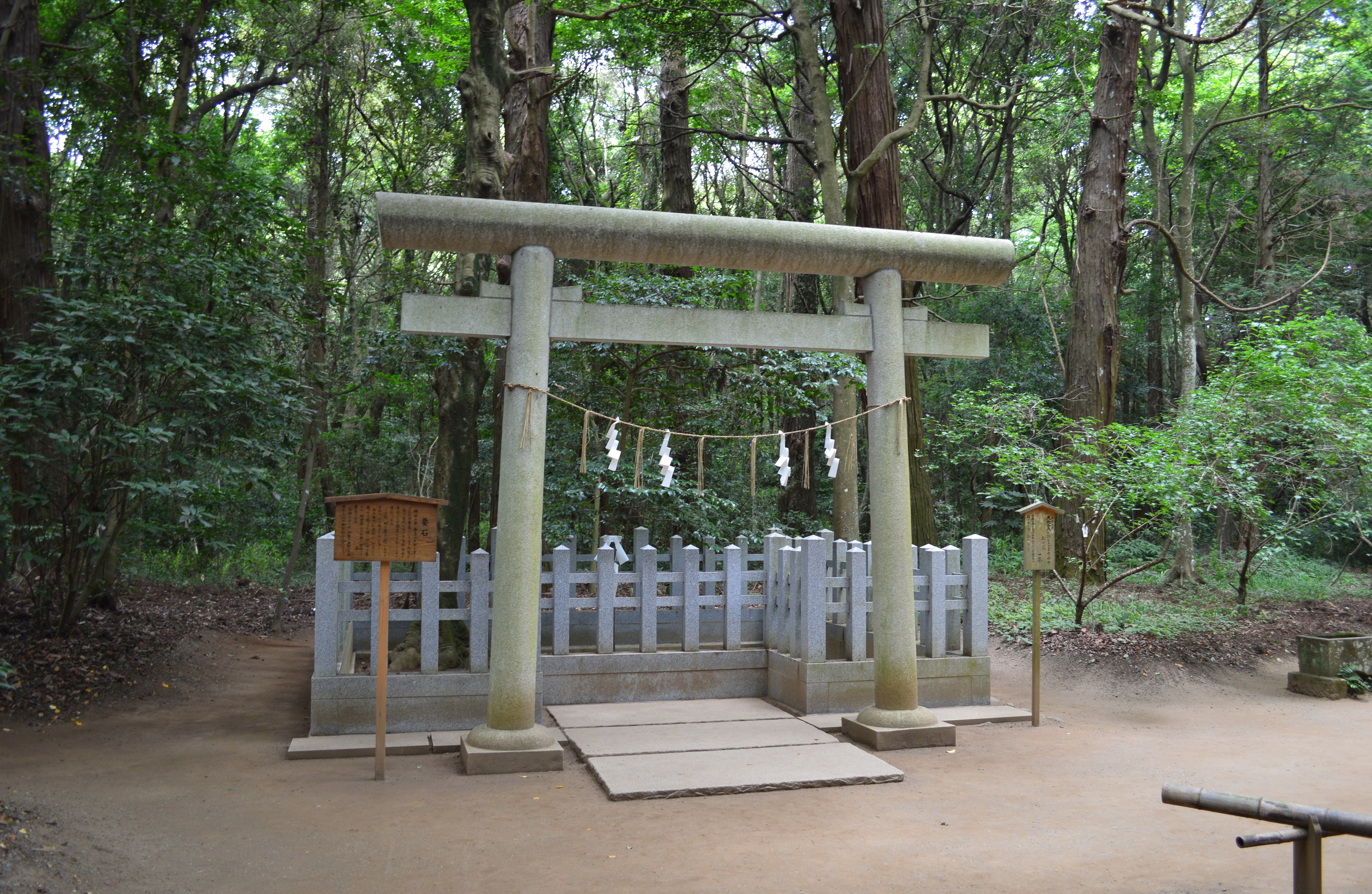
要石

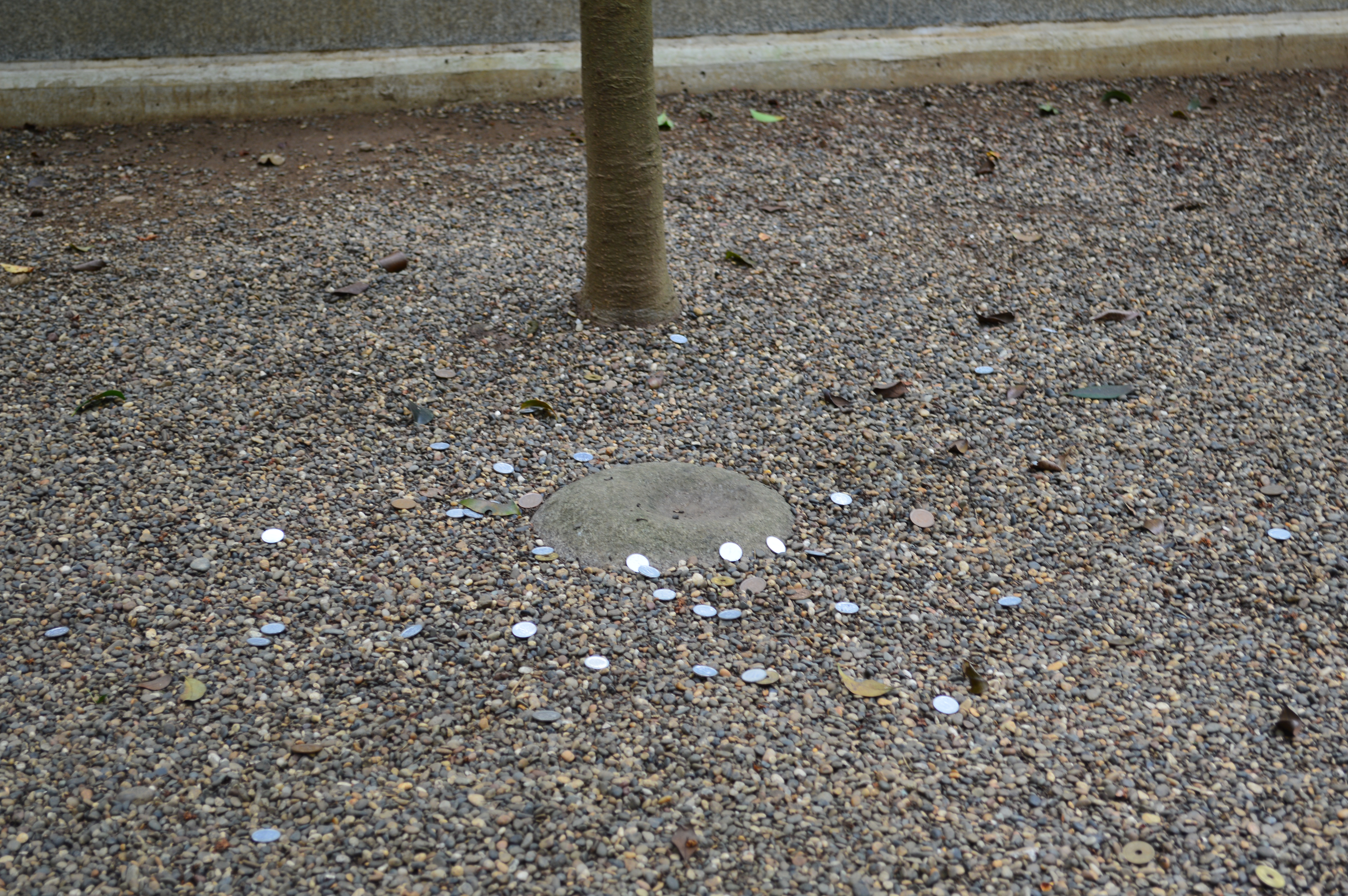
要石の形状

要石（かなめいし）は、境内東方に位置する霊石。古来「御座石（みまいし）」や「山の宮」ともいう。地上では直径30センチメートル・高さ7センチメートルほどで、形状は凹型。
かつて、地震は地中に棲む大鯰（おおなまず）が起こすものと考えられていたため、要石はその大鯰を押さえつける地震からの守り神として信仰された。要石は大鯰の頭と尾を抑える杭であるといい、見た目は小さいが地中部分は大きく決して抜くことはできないと言い伝えられている。『水戸黄門仁徳録』によれば、水戸藩主徳川光圀が7日7晩要石の周りを掘らせたが、穴は翌朝には元に戻ってしまい根元には届かなかったという。過去に神無月に起きた大地震のいくつかは、鹿島神が出雲に出向いて留守のために起きたという伝承もある。
なお、香取神宮には凸型の要石があり、同様の説話が伝えられる。この要石は「鹿島七不思議」の1つに数えられている。
鹿島神宮と地震に関しては、建久9年（1198年）の「伊勢暦」に詠み人知らずとして見える、次の地震歌が知られる。
| 「 | ゆるぐとも よもやぬけじの 要石 鹿島の神の あらん限りは | 」 |

また康元元年（1256年）に藤原光俊（葉室光俊）が神宮を訪れた際、要石を「石の御座（みまし）」として、次の歌を歌っている。
| 「 | 尋ねかね 今日見つるかな 千劔破（ちはやぶる） 深山（みやま）の奥の 石のみましを | 」 |

### 御手洗池

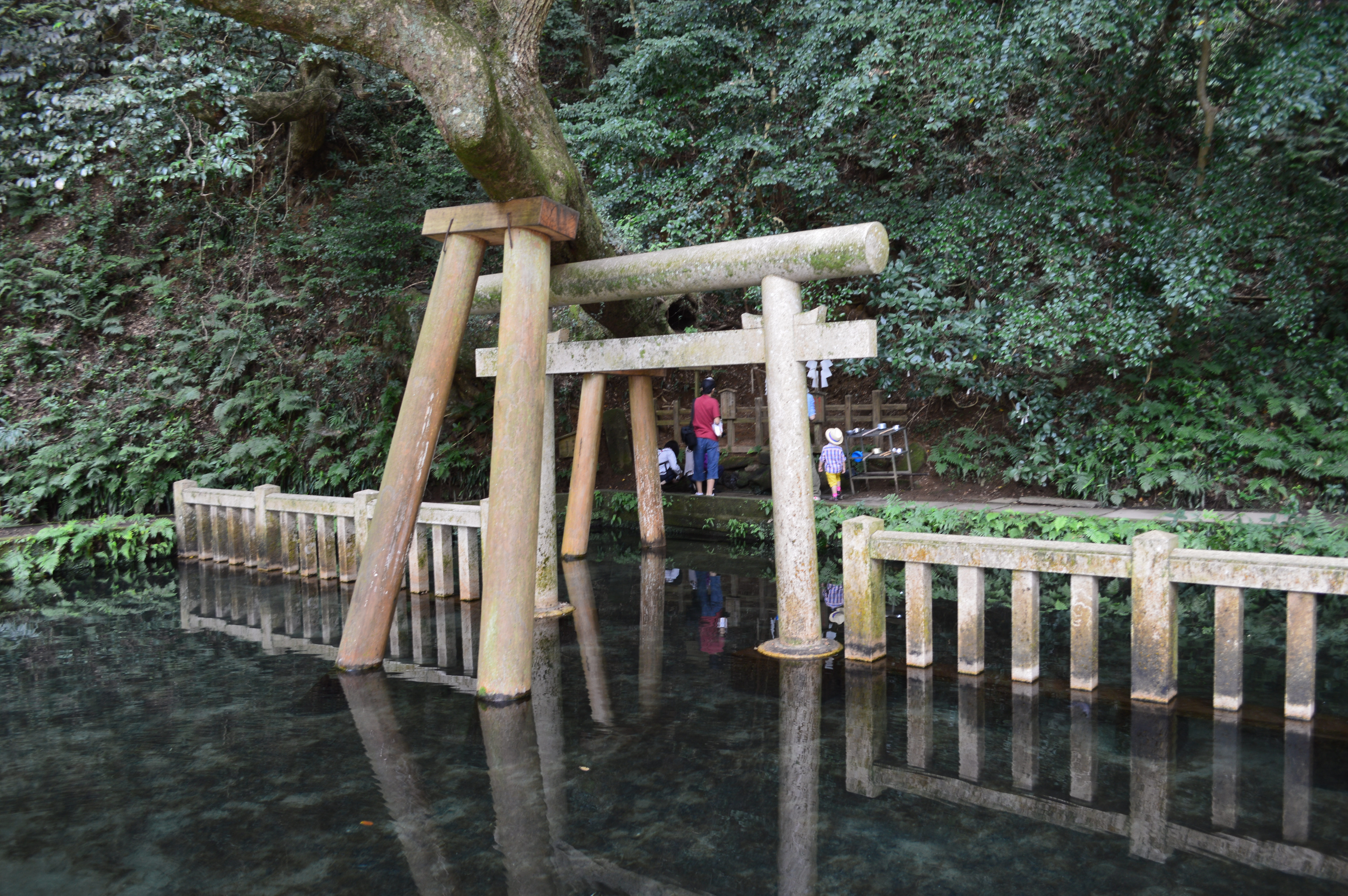
御手洗池

御手洗池（みたらしいけ）は、神宮境内の東方に位置する神池。潔斎（禊）の地。古くは西の一の鳥居がある大船津から舟でこの地まで進み、潔斎をしてから神宮に参拝したと考えられており、「御手洗」の池名もそれに由来するとされている。
池には南崖からの湧水が流れ込み、水深は1メートルほどであるが非常に澄んでいる。この池に大人が入っても子供が入ってもその水深は乳を越えないといわれ、「鹿島七不思議」の1つに数えられている。

### 鹿園
境内には鹿園があり、神使（神の使い）の30数頭の日本鹿が飼育されている。明治初年ころまでは、奈良の春日大社同様、鹿苑に多くの鹿が「神鹿」として蓄えられていた。
『古事記』によると、天照大神の命をタケミカヅチに伝えたのは天迦久神（あめのかくのかみ）とされる。この「カク」は「鹿児（かこ）」すなわち鹿に由来する神とされることに基づき、神宮では鹿を使いとするという。また、神宮の社名が「香島」から「鹿島」に変化したことについても、神使の鹿に由来するといわれる。春日大社の創建に際しては、神護景雲元年（767年）に白い神鹿の背に分霊を乗せ多くの鹿を引き連れて出発し、1年かけて奈良まで行ったと伝えられており、奈良の鹿も鹿島神宮の発祥とされている。この鹿島立の様子は、春日曼荼羅の「鹿島立神影図」でも知られる。

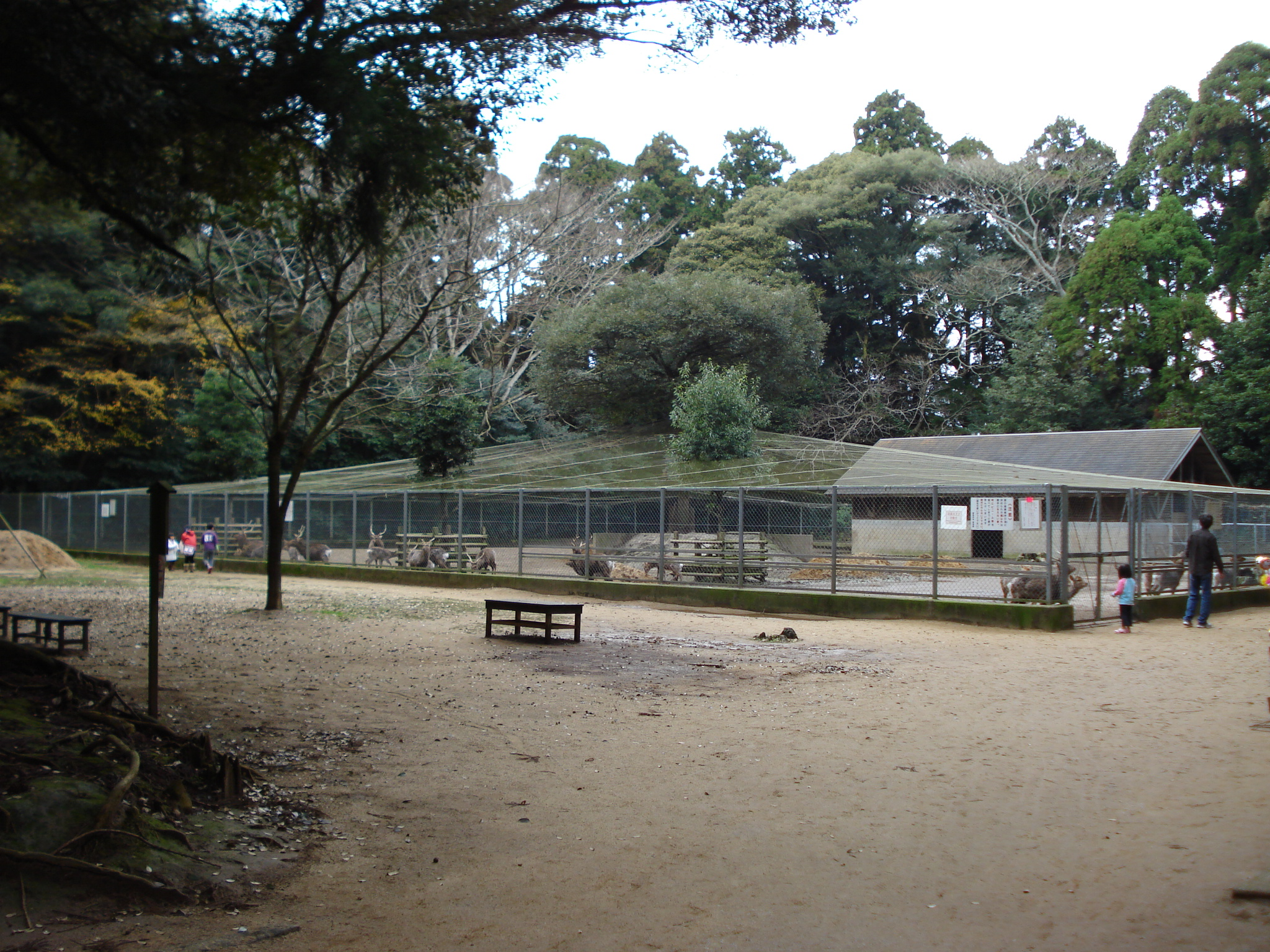
鹿園
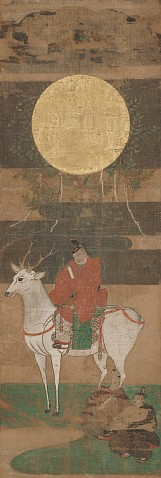
鹿島立神影図 （春日大社蔵）

## 参道

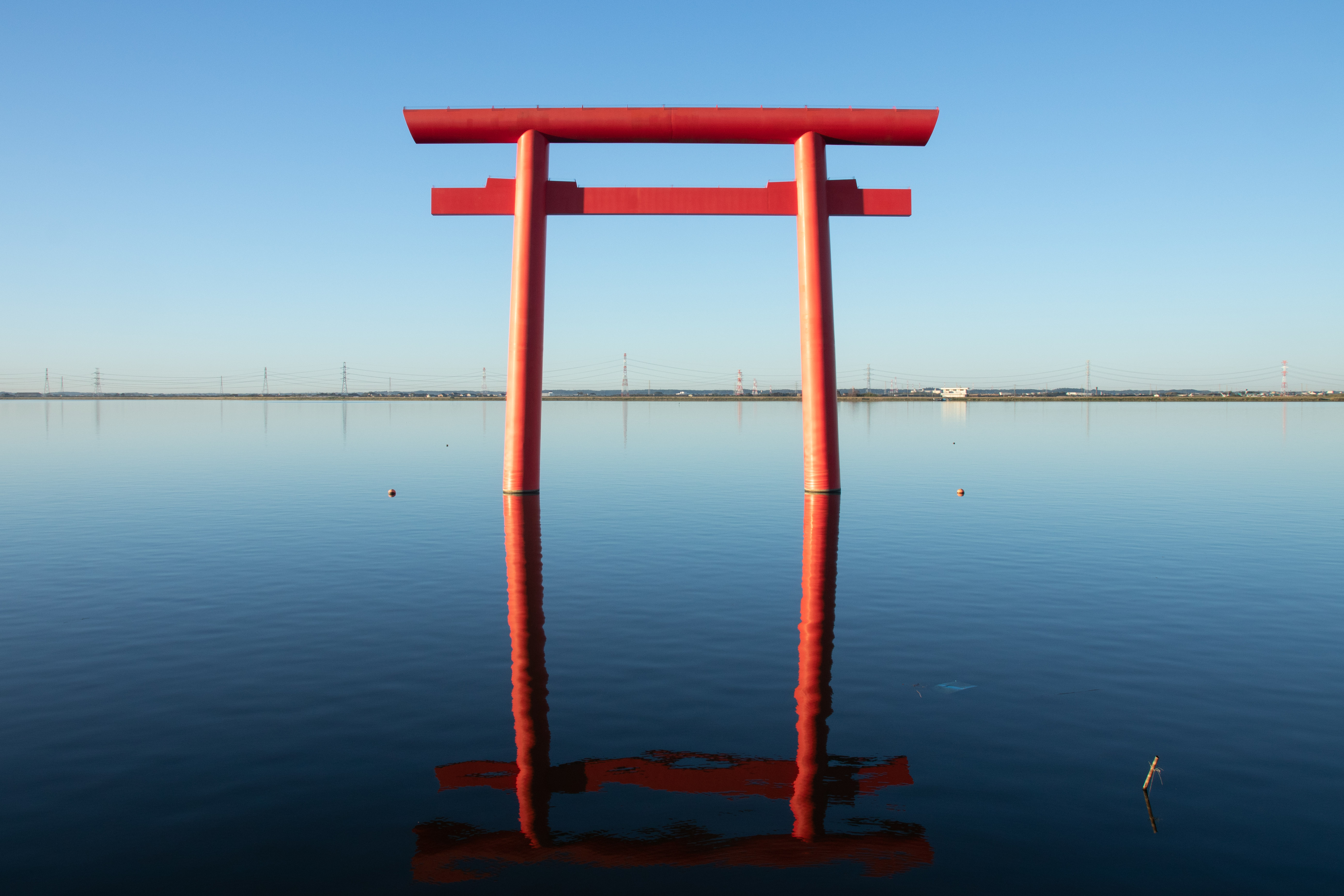
西の一の鳥居（鹿嶋市大船津）鰐川（北浦）の川辺。

鹿島神宮の一の鳥居は古くは東西南北に4基があったが、現在は東西南の3基である。西の一の鳥居は北浦湖畔の鹿嶋市大船津にあり、鰐川の中にある（北緯35度57分40.01秒 東経140度36分41.31秒 / 北緯35.9611139度 東経140.6114750度）。古くから大船津は神宮参拝者の船着場であったため、神宮の門前町もこちらの西方側に広がっている。中世にこれらの町が形成される以前は、大船津の津東西社から舟で御手洗池まで進み、そこで潔斎して参宮したと考えられている。現在の鳥居は平成25年（2013年）6月の再建で、昭和期に堤防整備により水上から陸上に移っていたが、平成26年（2014年）の御船祭に向けて改めて水上に建て替えられたものである。この鳥居は川底からの高さ18.5メートル、幅22.5メートルという大規模なもので水上鳥居としては日本最大級である。御船祭の際にはここから御座船が出発する。
東の一の鳥居は太平洋に面する明石の浜にある（北緯35度59分43.34秒 東経140度39分22.91秒 / 北緯35.9953722度 東経140.6563639度）。伝承では、武甕槌・経津主両神はこの明石の浜に上陸し、経津主神は沼尾から望まれる香取へ、武甕槌神は沼尾から現在の本宮へと移ったという。
そのほか、南の一の鳥居は古くは神栖市日川にあったが、現在では息栖神社の一の鳥居が代用されている（北緯35度53分5.94秒 東経140度37分19.29秒 / 北緯35.8849833度 東経140.6220250度）。北の一の鳥居は神戸原にあったものの久しく失われていたが、平成29年（2017年）に戸隠神社（鹿嶋市浜津賀）前に新たに建てられている（北緯36度3分11.76秒 東経140度36分25.25秒 / 北緯36.0532667度 東経140.6070139度）。

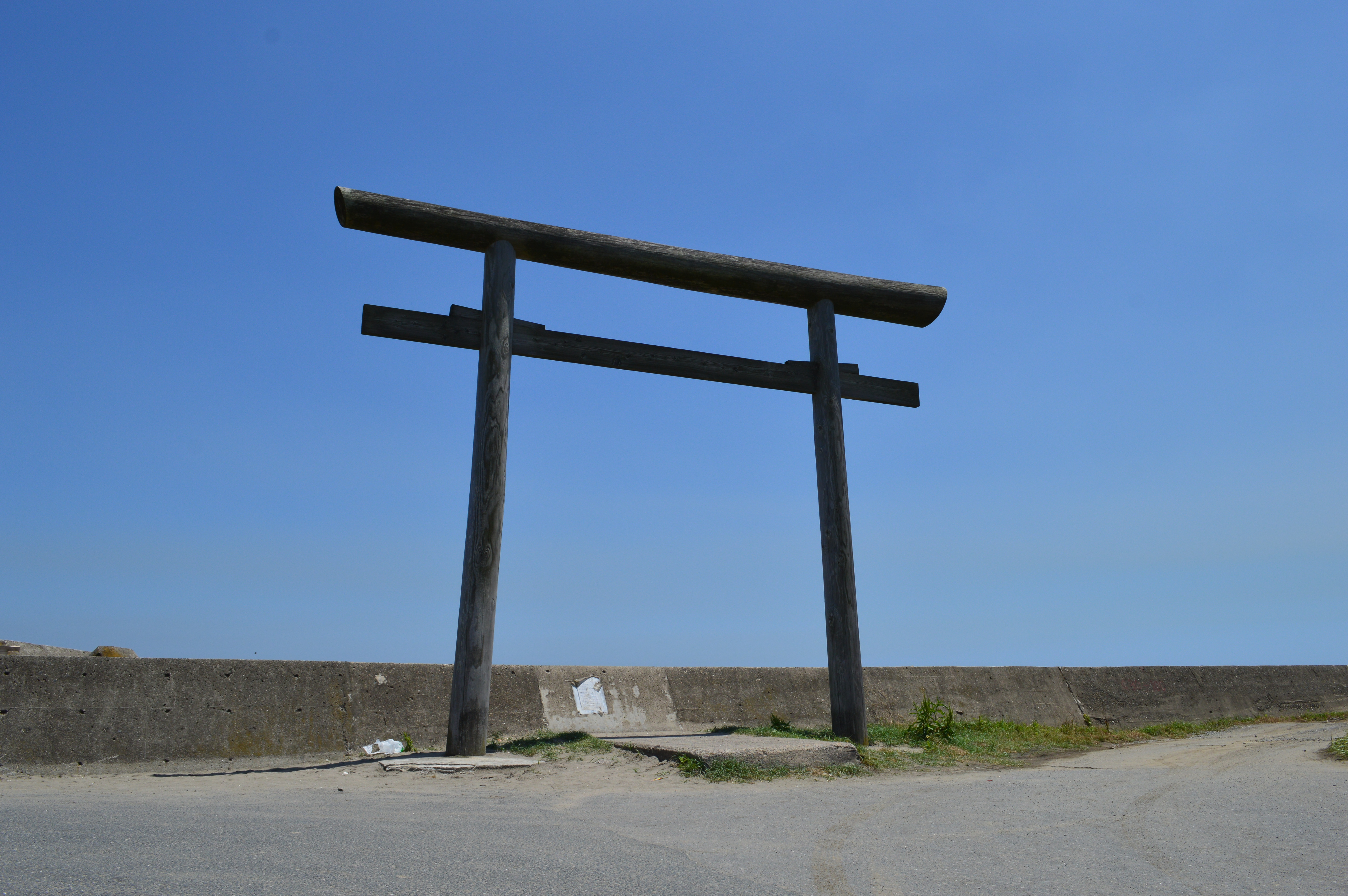
東の一の鳥居（鹿嶋市神向寺） 太平洋に面する。
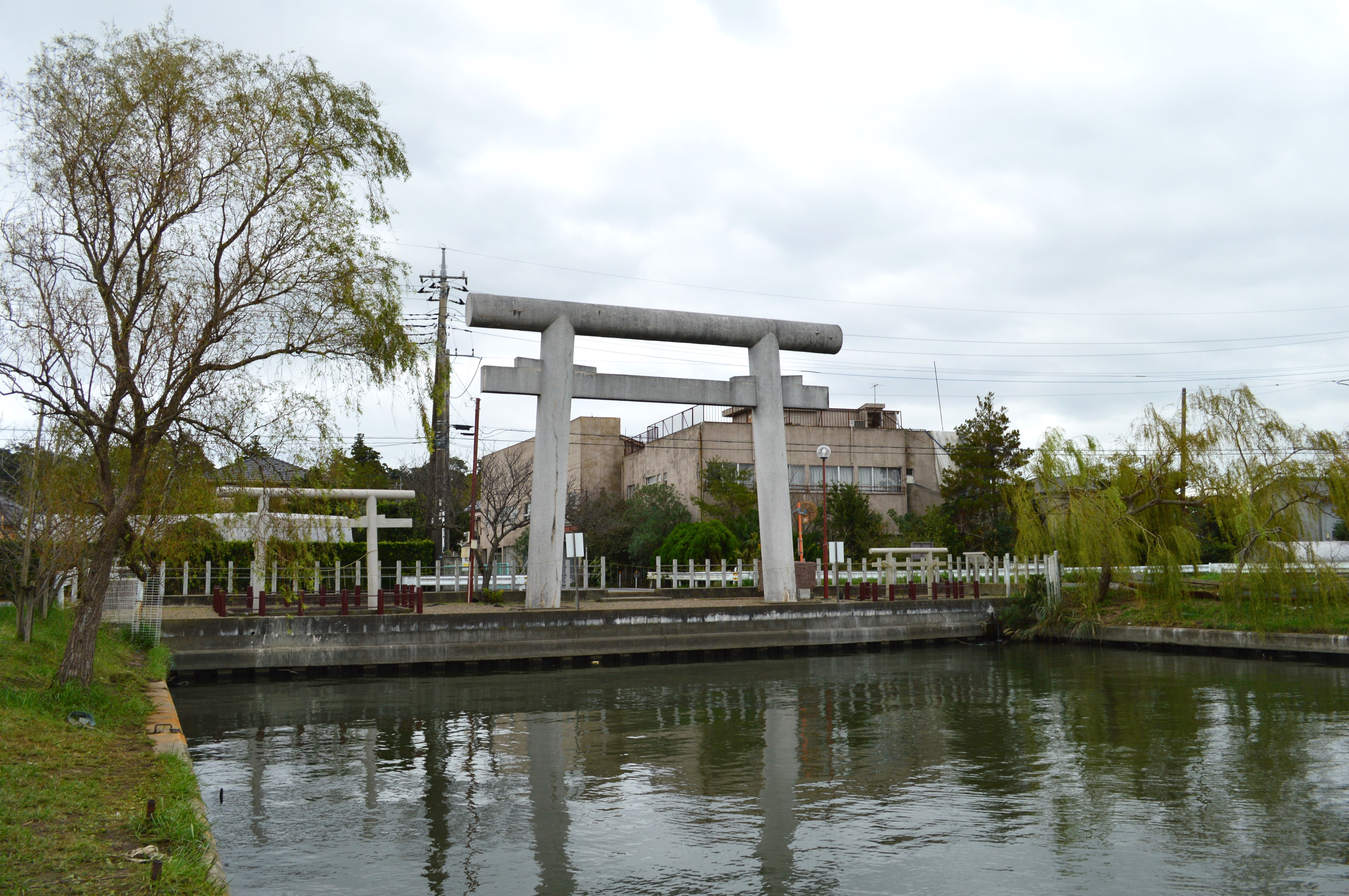
南の一の鳥居（神栖市息栖） 息栖神社一の鳥居を代用。

## 摂末社
摂末社・所管社は、摂社7社（境内3社、境外4社）・末社15社（境内8社、境外7社）・所管社1社（境内1社）の計23社。

### 摂社

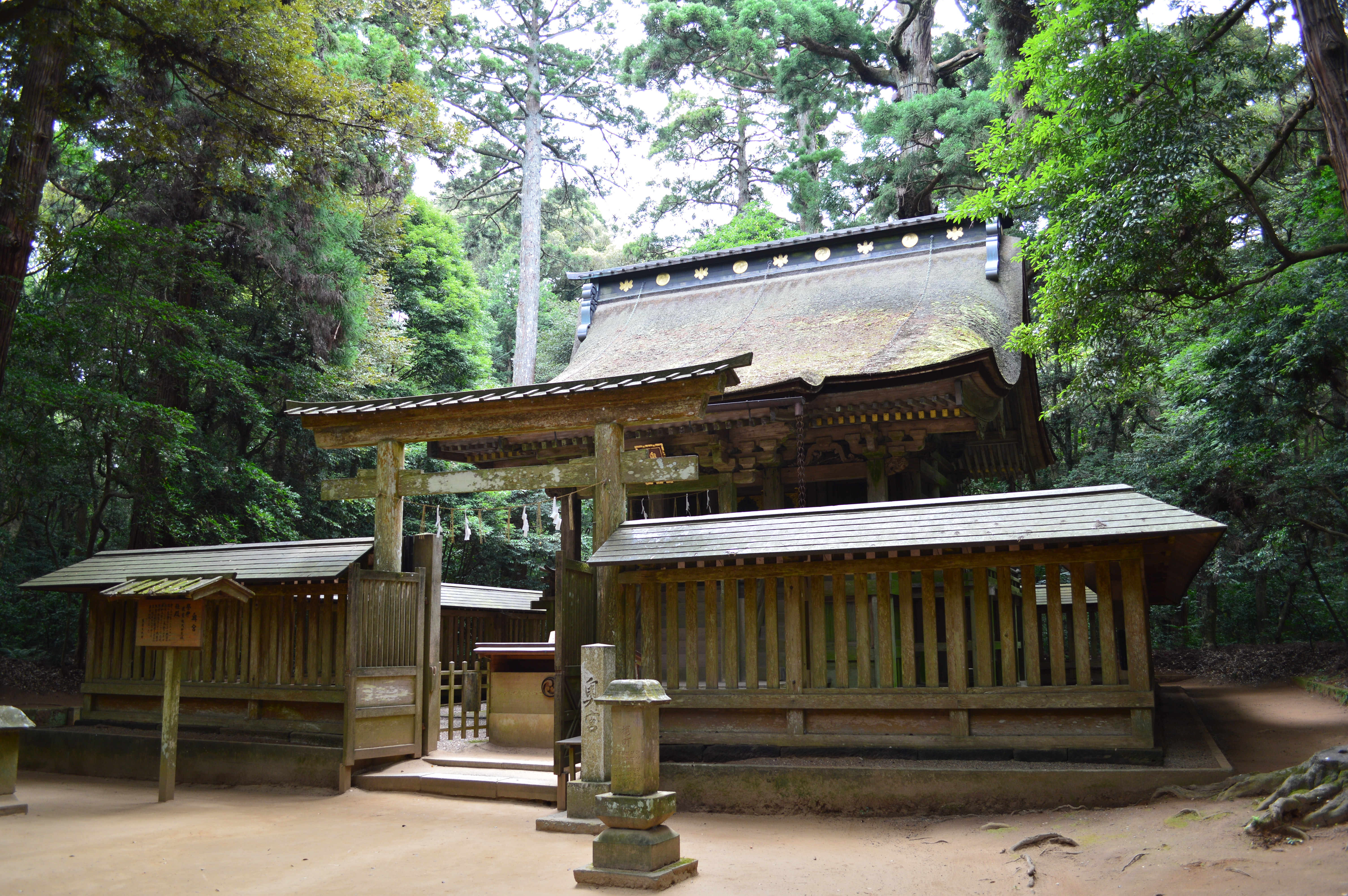
奥宮（国の重要文化財）

奥宮
- 祭神：武甕槌大神荒魂

「おくのみや」。本宮社殿からさらに参道を進んだ先に、本宮本殿同様に北面して鎮座する境内摂社（北緯35度58分12.57秒 東経140度38分06.79秒 / 北緯35.9701583度 東経140.6352194度）。『吾妻鏡』では仁治2年（1241年）の火災で「不開御殿奥御殿等は焼かず」という記録があり、この「不開御殿（あかずのごてん）」は本殿、「奥御殿」は奥宮を指すとして鎌倉時代にはすでに奥宮が存在したと見られている。
現在の社殿は、江戸時代初期の慶長10年（1605年）徳川家康により関ヶ原戦勝時の御礼として建てられた本宮の旧本殿である。元和5年（1619年）の造替により現在地に移され奥宮本殿とされた。構造は三間社流造で一間の向拝を付するが、のちの修理の際に現本殿に倣って改造が施されたと見られている。総白木作りの簡素な意匠であるが、彫刻には桃山時代の大胆な気風も見える。境内の社殿では最も古く、国の重要文化財に指定されている。

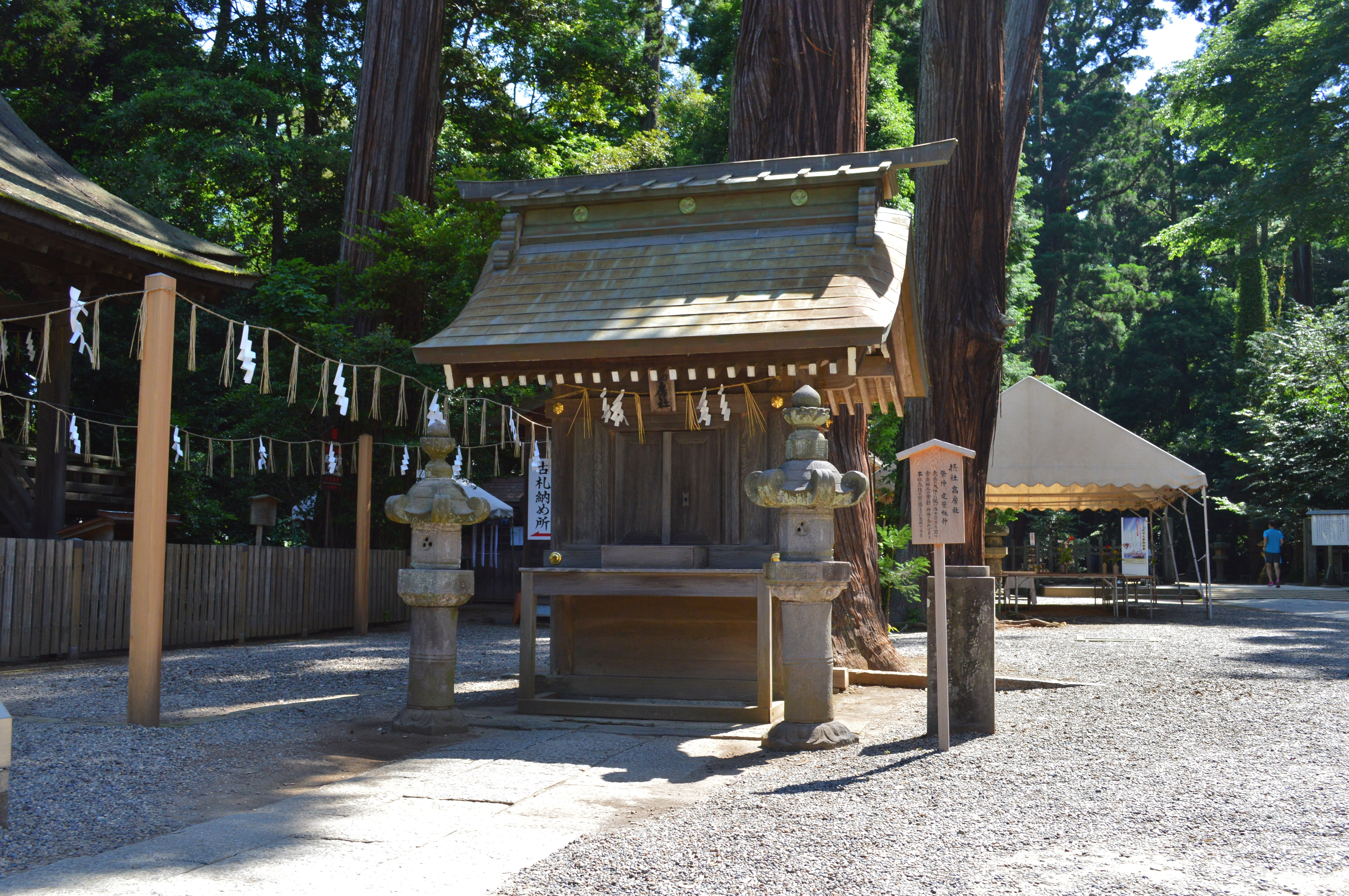
高房神社
- 祭神：建葉槌神

「たかふさじんじゃ」。本宮の社殿正面に鎮座する境内摂社（北緯35度58分09.12秒 東経140度37分53.29秒 / 北緯35.9692000度 東経140.6314694度）。本殿に詣でる前に参拝するのが古例とされる。
祭神は、『日本書紀』によれば天香香背男討伐において武甕槌神によって派遣され活躍したといい、静神社（常陸国二宮）では主祭神として祀られている。
現在の社殿は元和5年（1619年）の本殿造替とともに造営されたと伝える。この神社は、鎮座位置や祭神の関係から摂社のうちでもかなり古い存在と考えられている。

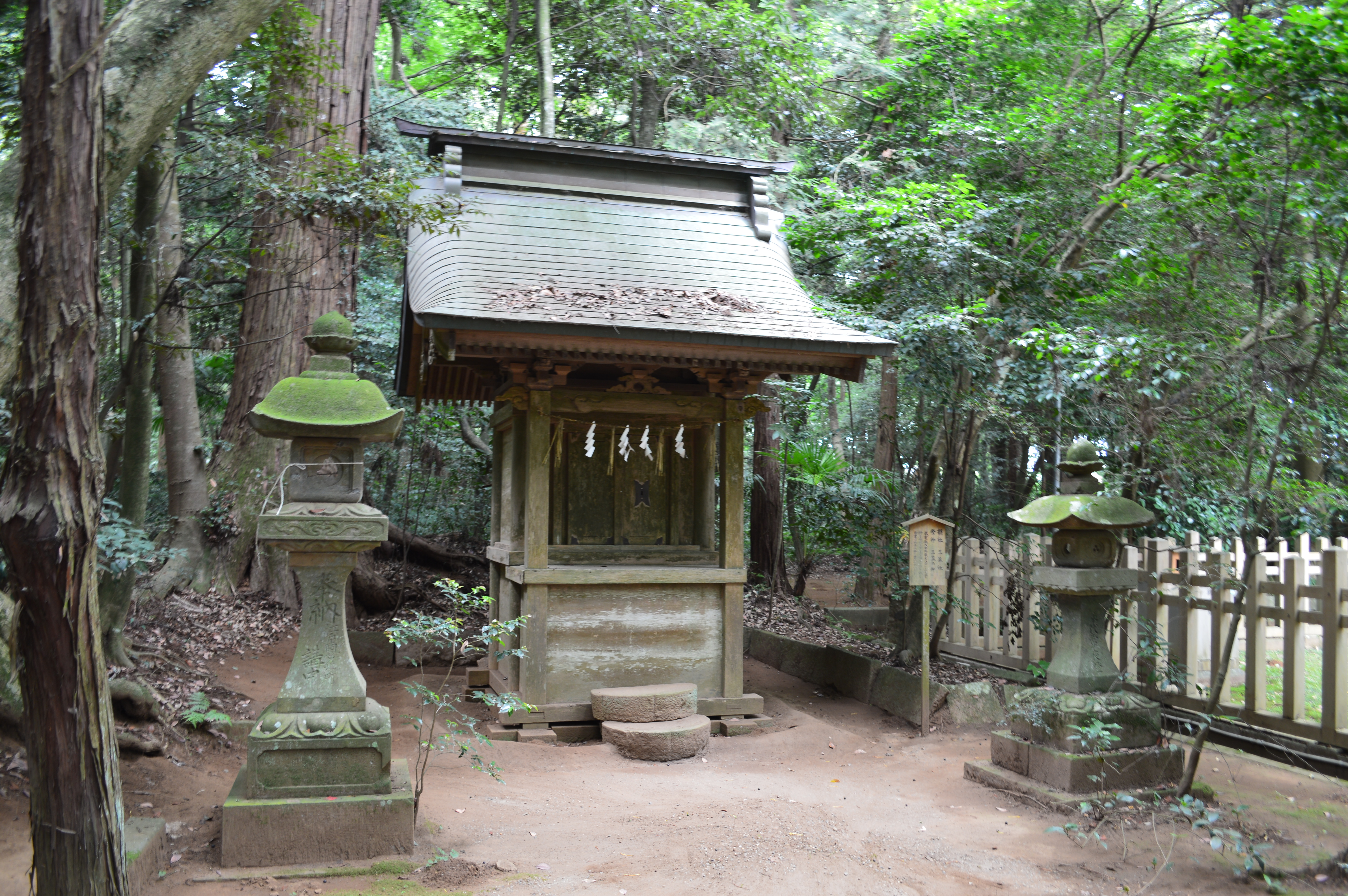
三笠神社
- 祭神：三笠神

「みかさじんじゃ」。本殿の東脇に鎮座する境内摂社（北緯35度58分07.43秒 東経140度37分54.52秒 / 北緯35.9687306度 東経140.6318111度）。三笠神社の由来は祭神も含めて古来定かでない。神宮側では、当地を「三笠山」と称することから地主神と推察している。この「三笠山」の呼称に関しては、奈良の三笠山（御蓋山）との関係性が指摘される。
跡宮

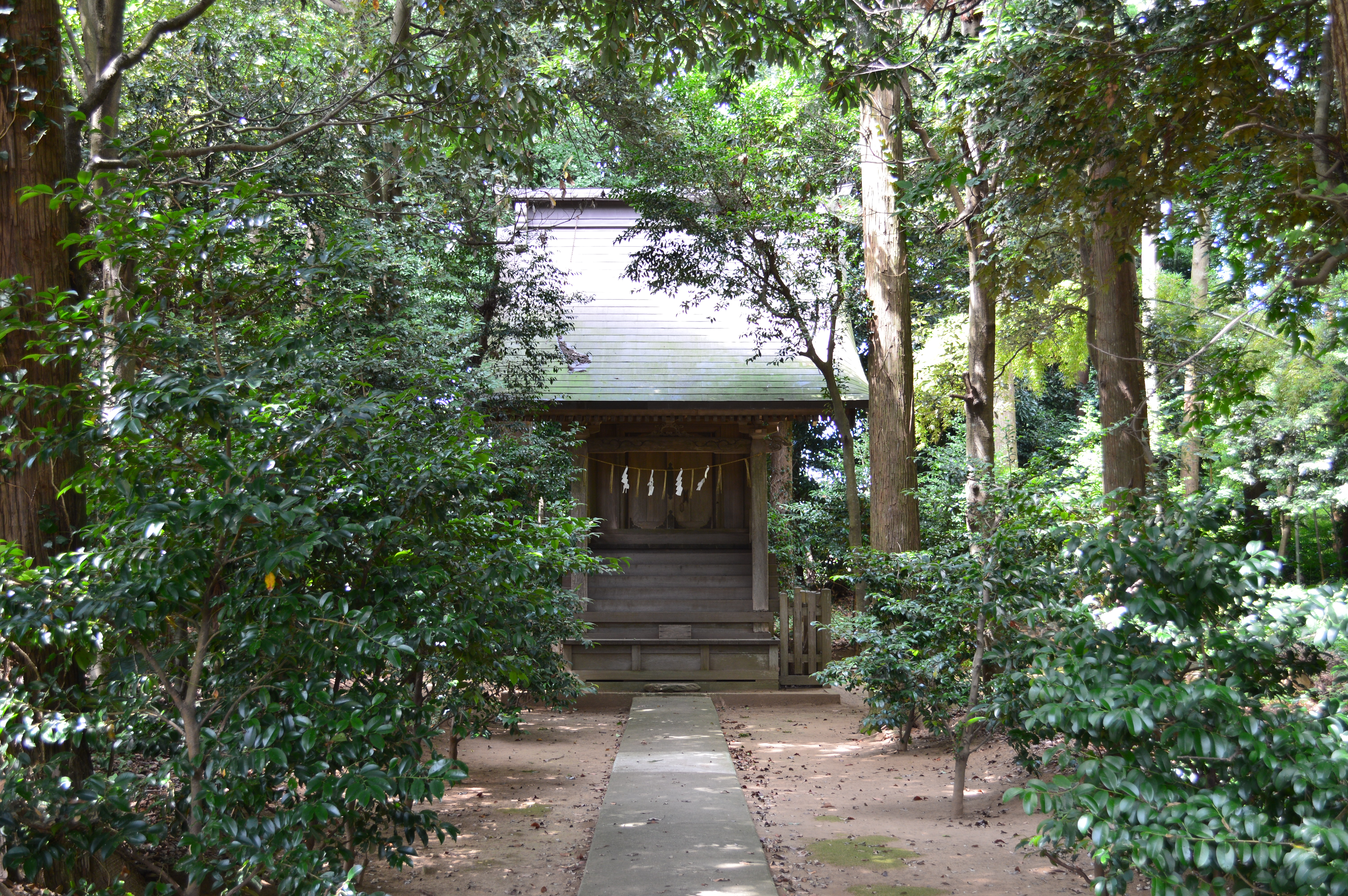
跡宮（鹿嶋市神野）

- 鎮座地：鹿嶋市神野（かの）（北緯35度57分25.33秒 東経140度37分24.88秒 / 北緯35.9570361度 東経140.6235778度）
- 祭神：武甕槌大神荒魂

「あとのみや」。境外摂社。社名は「荒祭宮」とも。古くは祭神は大曲津命（おおまがつのみこと）とされていた。鹿島神の最初の降臨地と伝えられ、奈良春日への勧請の際に武甕槌神はここから出発したという。かつて跡宮の傍らには、神宮の祭祀を司る女性斎主（物忌）が住む「物忌館（ものいみやかた）」があった。
坂戸神社

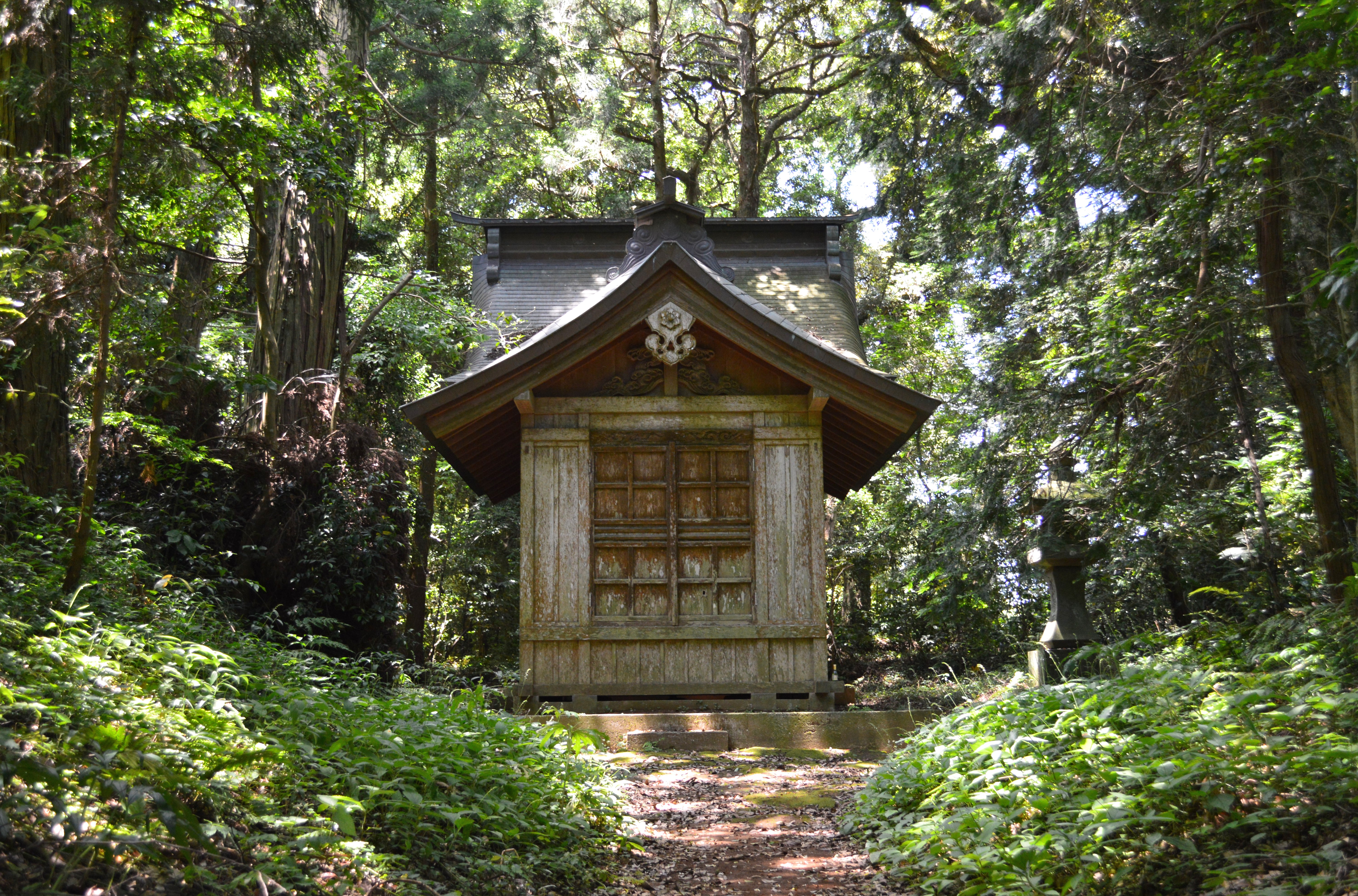
坂戸神社
（鹿嶋市山之上）

- 鎮座地：鹿嶋市山之上（北緯35度59分12.87秒 東経140度37分32.46秒 / 北緯35.9869083度 東経140.6256833度）
- 祭神：天児屋命

「さかとじんじゃ」。境外摂社。『常陸国風土記』には本宮・沼尾神社と坂戸神社の三社をもって「香島天大神」と総称されたと見える。祭神は『常陸国風土記』に記載のある大中臣神聞勝命の祖神で、中臣氏・藤原氏の氏神である。一方、飛鳥直や鹿島大宮司家の中臣鹿島連の外祖である額田部連の祖・坂戸毘古命や、6世紀前半に王権の後ろ盾を得て当地を掌握した仲国造の奉斎神が本来の祭神とする説もある。
本殿は平入り、拝殿は妻入り。社殿は東面しており、東一の鳥居（明石の浜）と正対するのは坂戸神社であるという指摘がある。坂戸神社境内は国の史跡に指定されている（本宮境内に包括）。なお、本宮境内には坂戸神社の遙拝所がある。

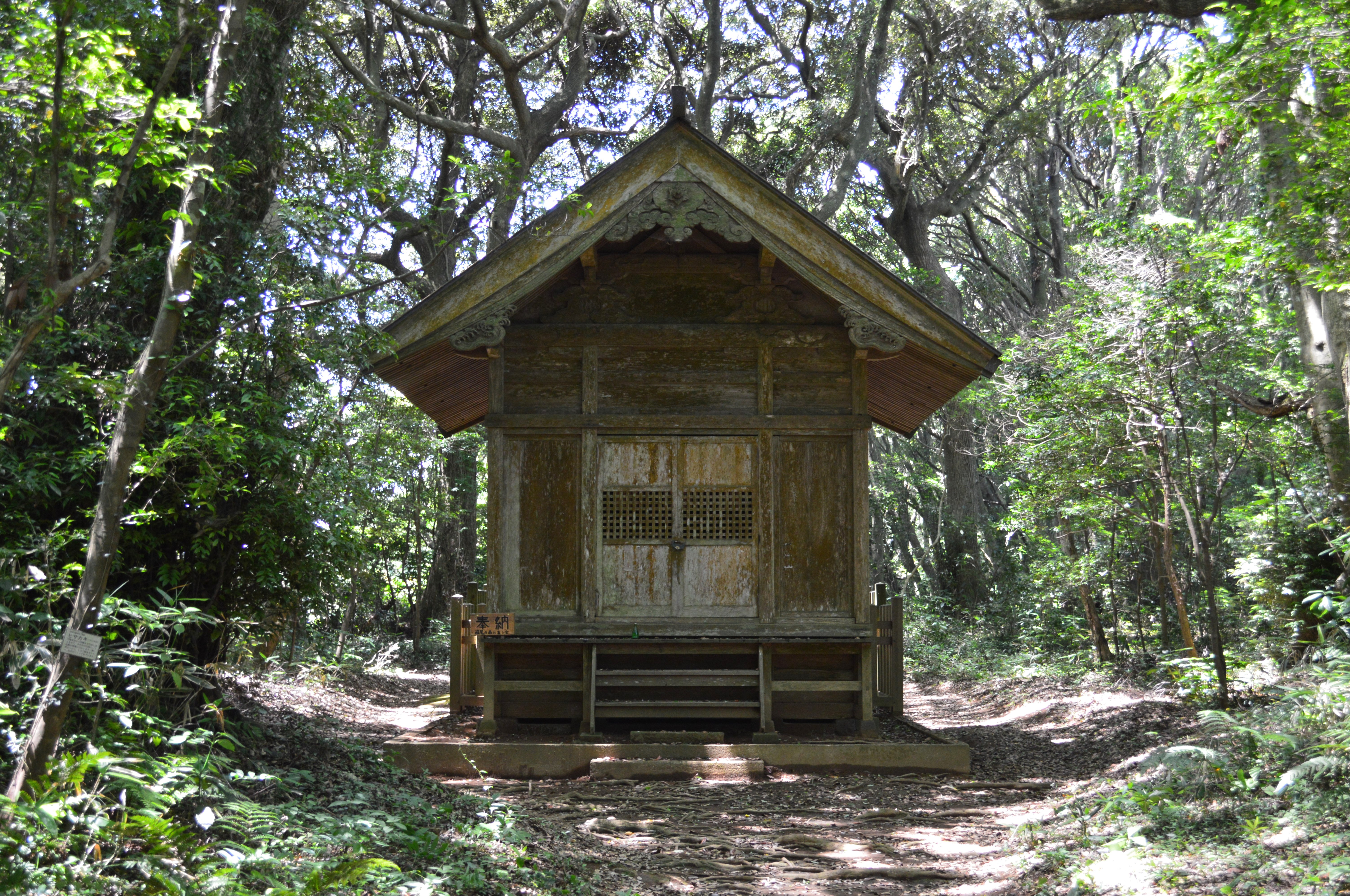
沼尾神社（鹿嶋市沼尾）

沼尾神社
- 鎮座地：鹿嶋市沼尾（北緯36度00分03.55秒 東経140度37分25.17秒 / 北緯36.0009861度 東経140.6236583度）
- 祭神：経津主神

「ぬまおじんじゃ」。境外摂社。『常陸国風土記』には本宮・坂戸神社と沼尾神社の三社をもって「香島天大神」と総称されたと見える。祭神は香取神宮の主祭神で、武甕槌神とともに東国を開いたとされる。伝承では、武甕槌・経津主両神は明石の浜に上陸し、経津主神はここから香取へ、武甕槌神は現在の本宮へと移ったという。
沼尾神社のかつての本殿は元和5年（1619年）の造替で奥宮から移されたものであったが、現在の本殿は昭和28年（1953年）の改築によるもので、拝殿は妻入り。境内後方には風土記にある「沼尾池」の面影が残っている（江戸期にはすでに枯渇）。後述（「考証」節）のように、この沼尾池並びに沼尾神社が鹿島神の本源とする説もある。沼尾神社境内は国の史跡に指定されている（本宮境内に包括）。なお、本宮境内には沼尾神社の遙拝所がある。

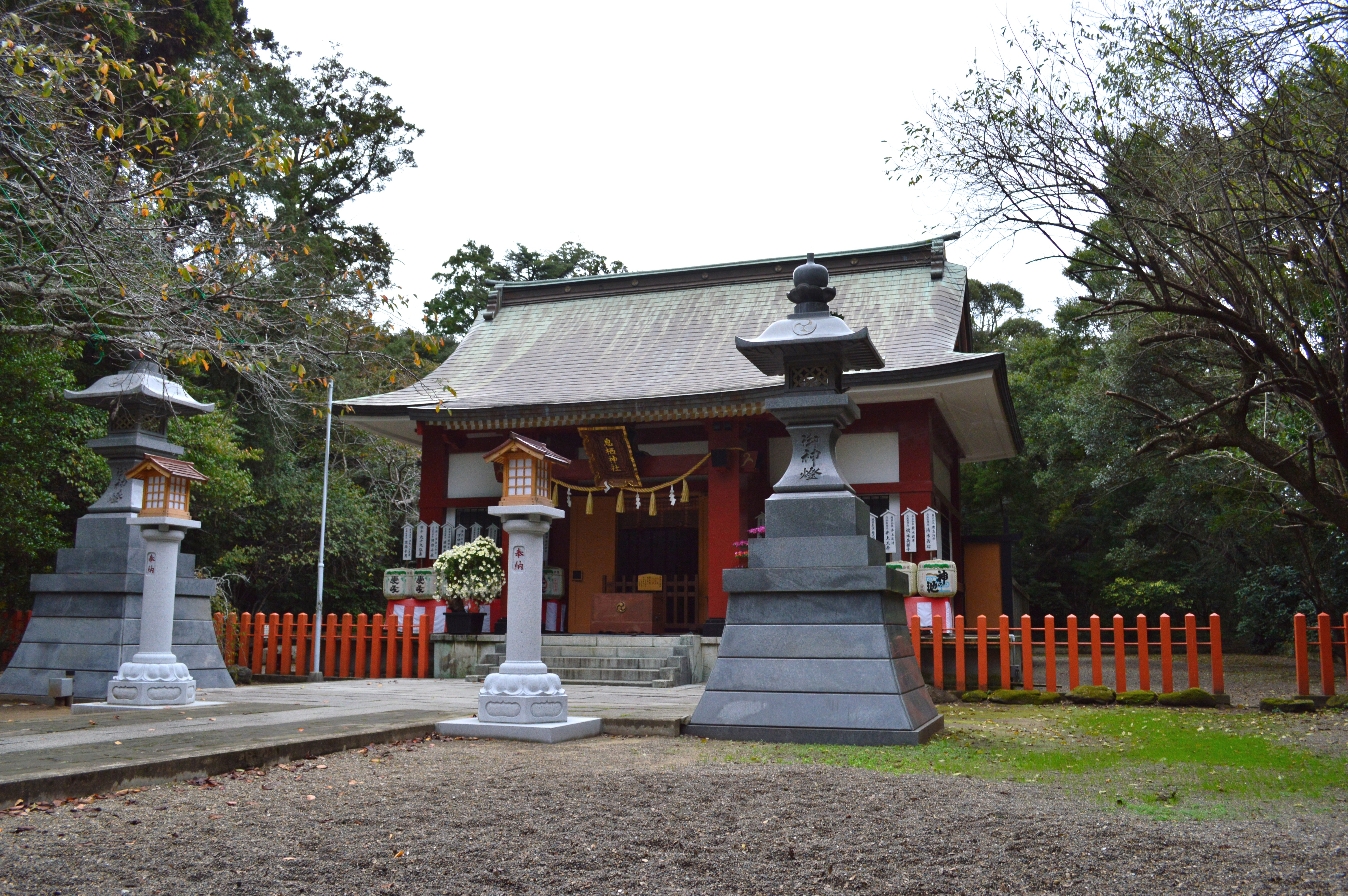
息栖神社（神栖市息栖）

息栖神社
- 鎮座地：神栖市息栖（北緯35度53分8.94秒 東経140度37分30.48秒 / 北緯35.8858167度 東経140.6251333度）
- 祭神：岐神、天鳥船命、住吉三神
- 社格：国史見在社、旧県社、東国三社

「いきすじんじゃ」。境外摂社。岐神は東国開拓の際に武甕槌大神を出雲から東国へ、天鳥船神は国譲りの際に武甕槌大神を出雲へそれぞれ先導した神と伝える。「息栖」とは「沖洲（おきす）」の転訛、すなわち香取海に浮かぶ沖洲に祀られていたことに由来するとされる（詳細は「息栖神社」を参照）。

### 末社
境内社

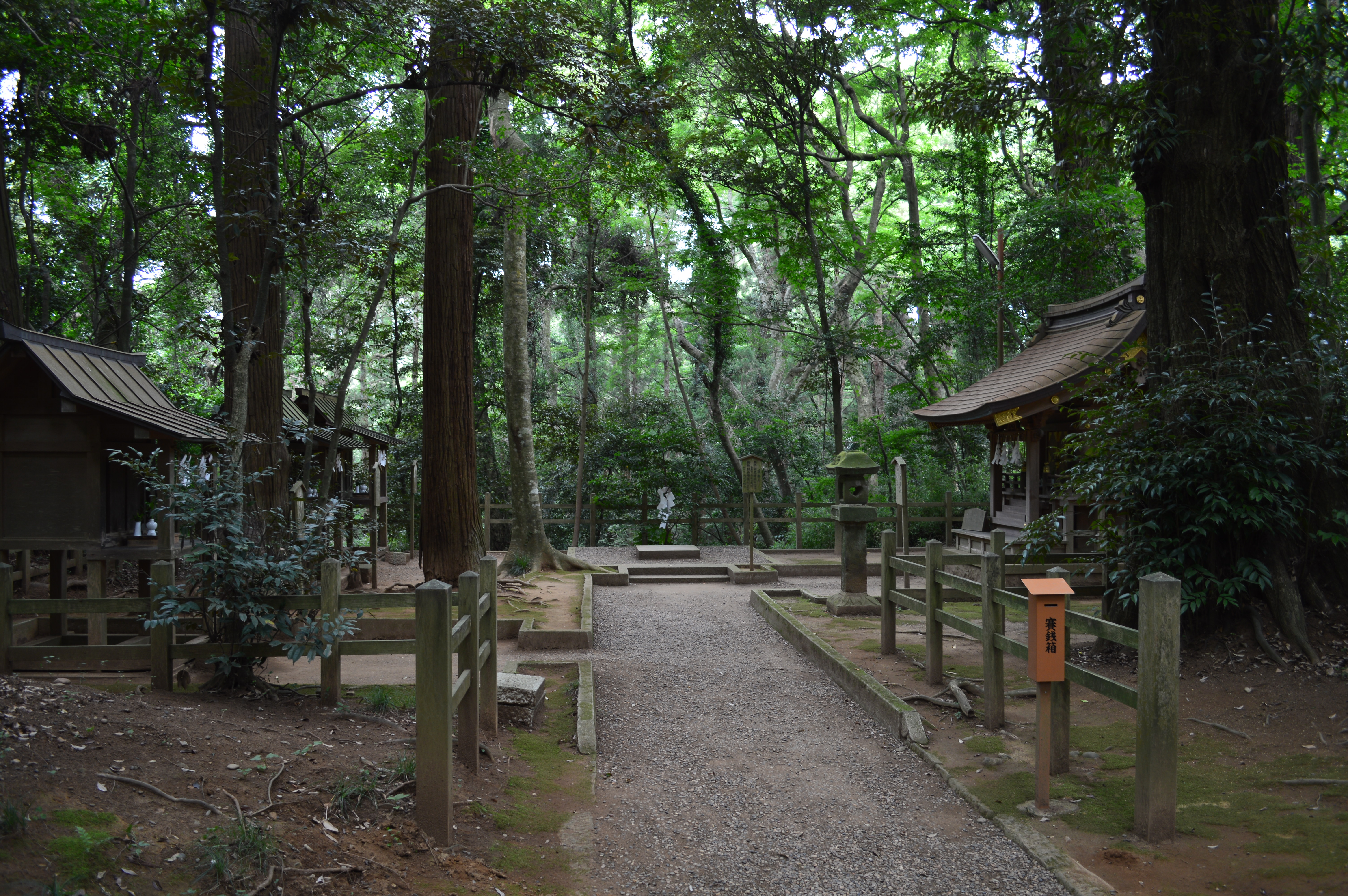
境内の末社群中央に坂戸・沼尾神社遥拝所。左右に末社4社。

- 須賀社（すかのやしろ） - 祭神：素戔嗚命
- 津東西社（つのとうざいのやしろ） - 祭神：高龗神・闇龗神
古くは「アイロコイロの社」と呼ばれた[95]。元は鹿嶋市大船津に位置する境外社で、跡地に石碑を残す（北緯35度57分54.56秒 東経140度37分07.12秒 / 北緯35.9651556度 東経140.6186444度）。
- 祝詞社（のりとのやしろ） - 祭神：太玉命
- 熊野社（くまののやしろ） - 祭神：伊弉諾命・事解男命・早玉男命
- 稲荷社（いなりのやしろ） - 祭神：保食神
- 熱田社（あつたのやしろ） - 祭神：素戔嗚命・稲田姫命
- 御厨社（みくりやのやしろ） - 祭神：御食津神
- 大黒社（だいこくのやしろ） - 祭神：大国主命

境外社
- 年社（としのやしろ、鹿嶋市宮下、北緯35度58分17.02秒 東経140度37分41.10秒 / 北緯35.9713944度 東経140.6280833度） - 祭神：大年神
- 潮社（いたのやしろ、鹿嶋市下津、北緯35度58分24.72秒 東経140度38分43.76秒 / 北緯35.9735333度 東経140.6454889度） - 祭神：高倉下神
- 阿津社（あづのやしろ、鹿嶋市鉢形、北緯35度57分55.33秒 東経140度38分52.74秒 / 北緯35.9653694度 東経140.6479833度） - 祭神：活津彦根
- 国主社（くぬしのやしろ、鹿嶋市宮中、北緯35度57分45.20秒 東経140度37分36.60秒 / 北緯35.9625556度 東経140.6268333度） - 祭神：大国主命
- 海辺社（うべのやしろ、鹿嶋市神野、北緯35度57分43.54秒 東経140度37分28.37秒 / 北緯35.9620944度 東経140.6245472度） - 祭神：蛭子命
- 押手社（おしでのやしろ、鹿嶋市城山、北緯35度57分53.09秒 東経140度37分22.93秒 / 北緯35.9647472度 東経140.6230361度） - 祭神：押手神
- 鷲宮（わしのみや、鹿嶋市神野、北緯35度57分22.42秒 東経140度37分27.48秒 / 北緯35.9562278度 東経140.6243000度） - 祭神：天日鷲命

### 所管社
- 祖霊社
氏子区内の戦没者を中心に物故者3,100余柱を祀る[96]。東京成蹊学園内の鹿島神社社殿を昭和21年（1946年）に移築し、昭和22年（1947年）6月に鎮座した[96]。

## 祭事

### 式年祭
式年大祭として、御船祭（みふねさい）が12年に1度の午年に行われる。御船祭は応神天皇の時代に祭典化されたと伝えられ、神宮における最大の祭典とされている。祭は戦国時代に中絶したが、明治3年（1870年）に再興された。
祭事の流れは次の通り。
- 9月1日午前、天皇から遣わされる勅使の参向を仰いで例大祭を執行。
- 2日早朝、鹿島神宮を進発した神輿は陸路を北浦湖岸の大船津に到着。大船津で神輿が龍頭の飾り等を施した御座船（ござぶね）に載せられ、多くの供奉船を従えて水上渡御し、香取市加藤洲に至る。そこで香取神宮の御迎祭を受けた後、再び同じ水路を還幸して行宮に戻る。
- 3日午後、行宮から本殿へと還幸。

### 年間祭事
白馬祭
「おうめさい」。1月7日、中祭。
かつて神宮では、元旦から6日までは祭神は眠っているとして祭事を控え、祭神の目覚める1月7日に物忌によって不開御殿（本殿）を開ける「御戸開き神事」が行われた。その際邪気祓いのため白馬が静かに曳き廻されたが、次第に御戸開きの鍵の音が聞こえないよう荒々しく廻すようになったという。現在では御戸開き神事は行われないが、代わりに「白馬祭」として、東神門から楼門まで白馬で駆け抜ける神事が行われる。
祭頭祭
「さいとうさい」。3月9日、大祭。
天武天皇の頃に始まると伝え、防人が鹿島立をする際の姿を再現したものであるという。祭は神宮の南北66郷（現在は北郷24、南郷26）から卜定で選ばれた2郷が神宮に奉仕を行う。5歳位の新発意（しぼち）を先頭に立てた色鮮やかな集団により、神前まで祭頭ばやしが行われる。祭は国の選択無形民俗文化財に選択されている。
なお、鹿島神宮の祭祀は古くは伊勢神宮同様に庭上祭祀であり、明治以降に殿上祭祀に改められている。

## 神宝
鹿島神宮の中でも極めて重視される神宝2例について紹介する。その他の主な神宝については、「文化財」節を参照。

### 韴霊剣

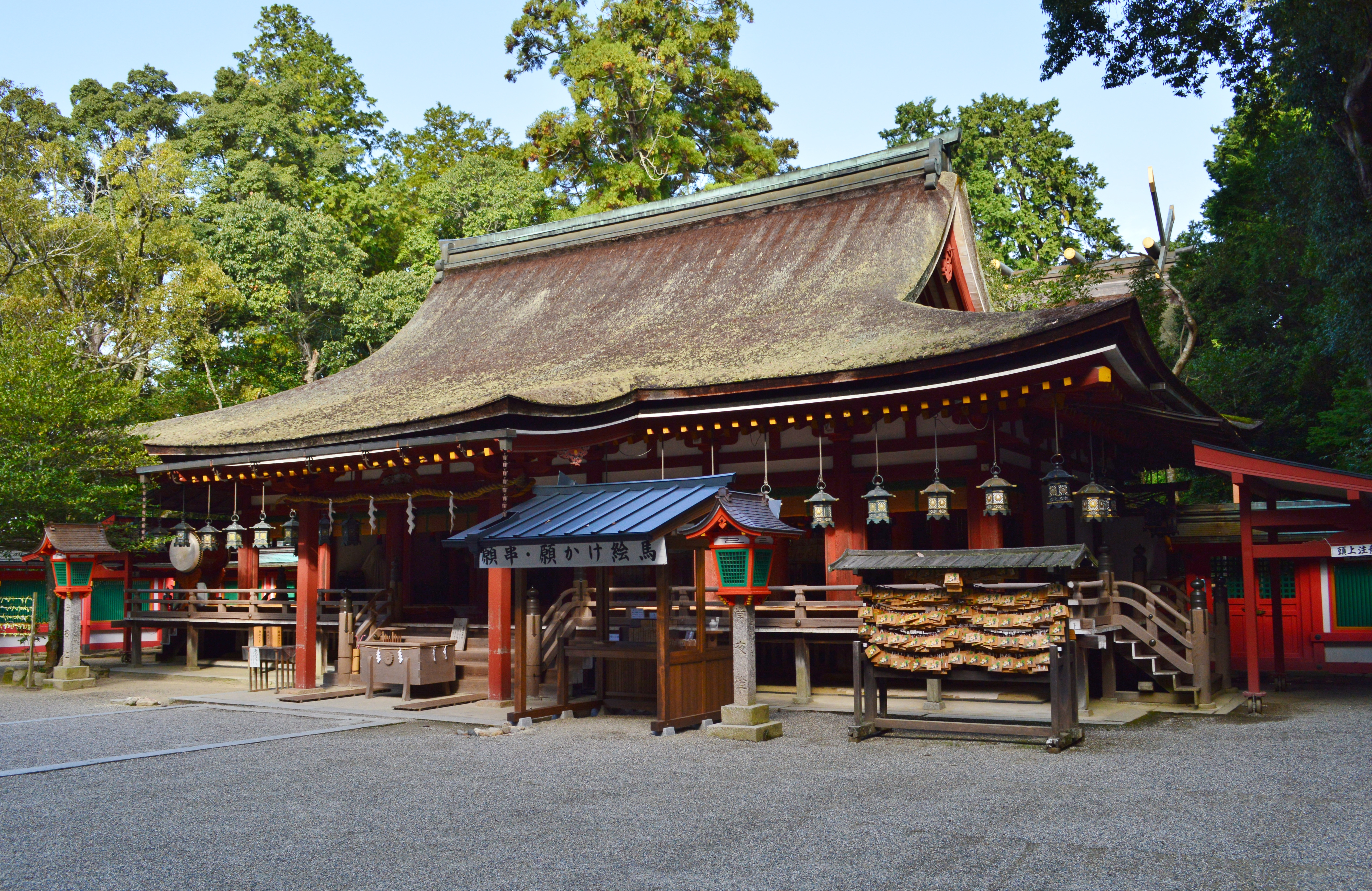
石上神宮（奈良県天理市）武甕槌神から神武天皇に授けられた韴霊剣を祀る。鹿島神宮側では、これを初代とする。

韴霊剣（ふつのみたまのつるぎ）は、神宮に伝えられている神剣。別称を「平国剣（くにむけのつるぎ）」。国宝に指定されており、指定名称は「直刀・黒漆平文大刀拵（ちょくとう・くろうるしひょうもんたちごしらえ） 附 刀唐櫃」。古くより神宝として本殿内陣で秘められていた。
長大な直刀で、柄（つか）・鞘を含めた全長は2.71メートル、刃長は2.24メートルを測る。制作年代は定かでないが、刀身は奈良時代から平安時代、拵えは平安時代の作と見られている。現存する伝世品（出土品でない）の日本刀の中では古例の1つであり、また刃長の点では最大の作品とされる。長大な刀身を作るために、途中4か所で刀身を繋ぎ合わせるという極めて珍しい手法を使っていることが判明しており、技術的にも貴重な存在である。外装（柄・鞘）は、黒漆塗りの上に平文（ひょうもん、金銀などの薄板を貼って文様を表す技法）や金銅透かし彫りの金具で装飾を施した古様な技法によるもので、正倉院の「金銀鈿荘唐大刀」の流れを汲むものとされる。
フツノミタマは『古事記』『日本書紀』でも「韴霊剣」や「布都御魂剣」等として言及があり、神武天皇に際してタケミカヅチから高倉下を通じてイワレビコ（神武天皇）に下された神剣としている。この剣は、神武天皇即位後に宮中に祀られ、のち崇神天皇の御世に石上神宮（奈良県天理市）に遷され祀られたとされる。鹿島神宮に伝わるフツノミタマは、上記のように初代フツノミタマがついに鹿島神の元に帰ることはなかったので、後世に改めて作られたものだという。作刀に関しては、『常陸国風土記』にある砂鉄から剣を作ったという記述との関連も指摘される。

### 常陸帯
常陸帯（ひたちおび）は、神宮に伝わる神宝。神功皇后が三韓征伐での鹿島神の守護に感謝して奉納した腹帯であるとされる。古くより本殿深く箱の中に納められており、現在も見ることはできない。
この伝承に基づき、かつて1月14日には「常陸帯神事」が行われていた。祭事では、男女の名を記した帯の先を神前に供え、神主がそれを結び合わせ結婚が占われたという。『源氏物語』竹河の巻や『古今和歌六帖』にも記載が見え、その平安時代当時においてもすでに古い習俗と見なされている。その後、この祭事は妊婦に腹帯を授ける安産信仰に変化していった。

## 文化財

### 国宝
- 直刀・黒漆平文大刀拵（ちょくとう・くろうるしひょうもんたちごしらえ） （附 刀唐櫃）（工芸品）
通称「韴霊剣」。昭和30年6月22日指定[107]。

### 重要文化財（国指定）
- 本殿、石の間、拝殿、幣殿 4棟（附 棟札2枚）（建造物） - 本殿は明治34年3月27日指定、他3棟は明治44年4月17日指定[56][注 5]。
- 摂社奥宮本殿（附 棟札1枚）（建造物） - 明治34年3月27日指定[112][83]。
- 楼門（建造物） - 昭和41年6月11日指定[61]。
- 仮殿（建造物） - 昭和51年5月20日指定[60]。
- 梅竹蒔絵鞍（附 四手蒔絵居木一双）（工芸品）
鎌倉時代の作で、蒔絵の和鞍の中で最古のものである。社伝では『吾妻鏡』建久2年（1191年）の記事[原 34]にある源頼朝寄進の軍陣鞍とするが[113]、通常の軍陣鞍とは様式が異なっており、祭事に使用したものと推測されている。昭和34年6月27日指定[114]。

### 国の史跡
- 鹿島神宮境内 附 郡家跡 - 指定対象は次の4か所。昭和61年8月4日指定、平成元年・11年・13年・17年・20年に追加指定[36]。
  - 鹿島神宮境内
  - 摂社坂戸神社境内
  - 摂社沼尾神社境内
  - 鹿島郡家跡

### 選択無形民俗文化財（国選択）
- 鹿島の祭頭祭 - 昭和51年12月25日選択[103]。

### 茨城県指定文化財

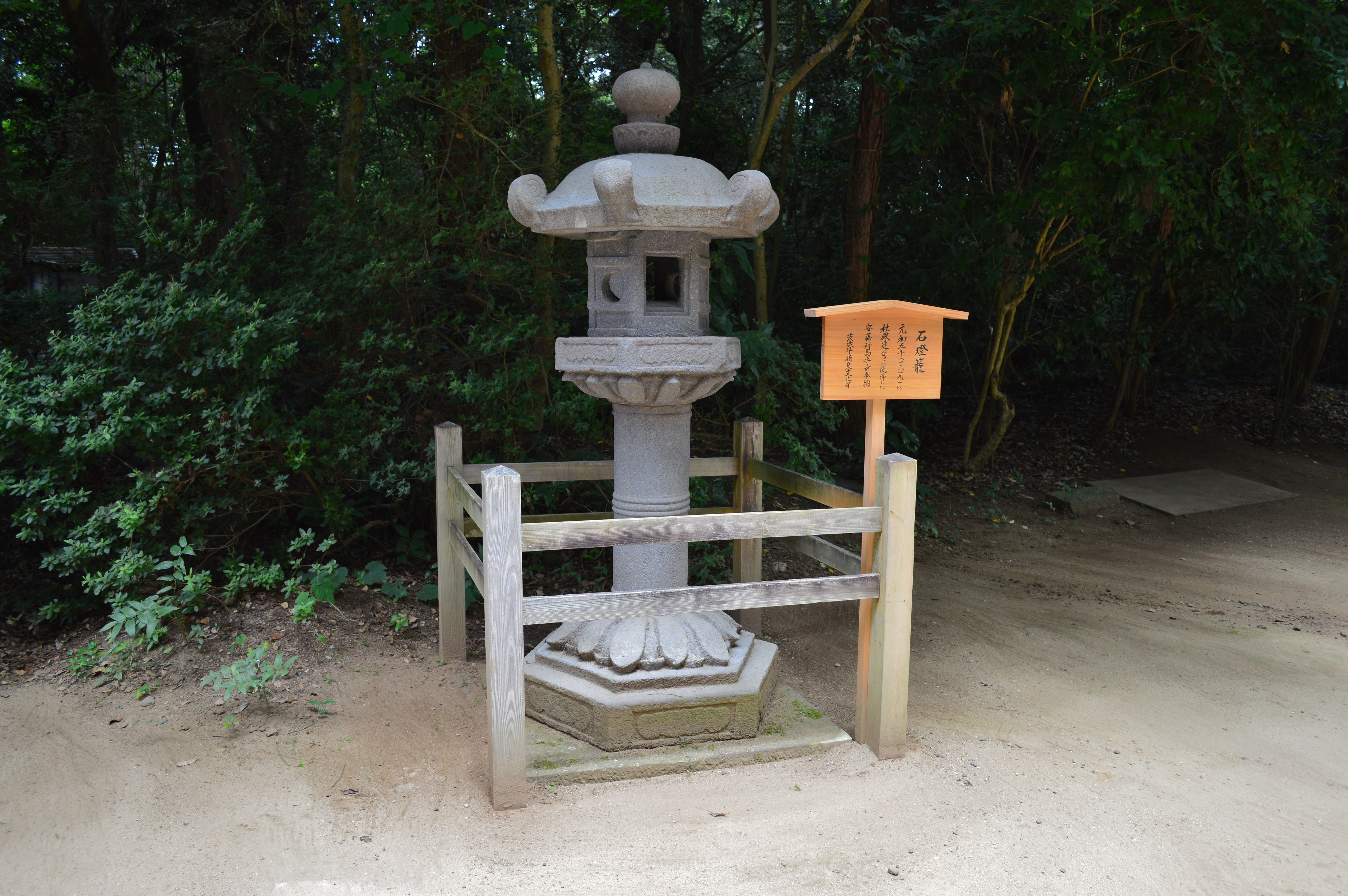
石造燈籠（茨城県指定文化財）

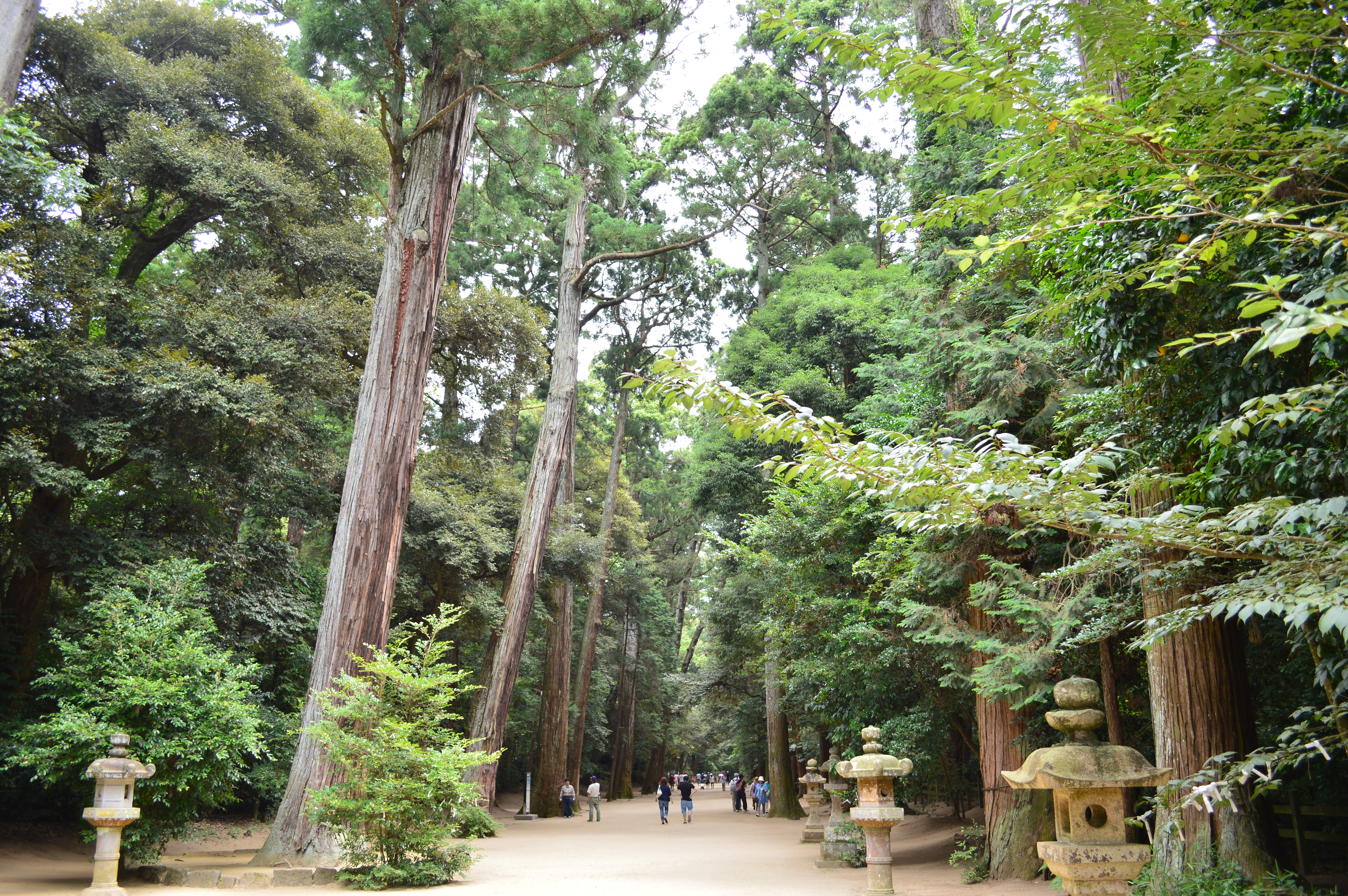
境内の社叢
（茨城県指定天然記念物）

- 有形文化財
  - 木造狛犬 2躯（彫刻）
江戸時代初期、元和5年（1619年）の作。寄せ木造り、漆箔で、高さは阿型が77.3センチメートル、吽型が80.3センチメートル。昭和33年7月23日指定[115]。
  - 木造狛犬 2躯（彫刻）
鎌倉時代の作。寄せ木造り、漆箔で、高さは各72センチメートル。昭和40年2月24日指定[116]。
  - 黒漆螺鈿蒔絵台 1基（工芸品）
鎌倉時代末期。昭和33年7月23日指定[117]。
  - 銅印 1顆（工芸品）
平安時代の作で、印文は「申田宅印」。「申田」の意味には「神田」という説と「神璽」という説がある。暦応4（1341年）を初見として、古文書に押印された例が見える。昭和33年7月23日指定[118]。
  - 陶製狛犬 3躯（工芸品）
室町時代の作と見られる。昭和33年7月23日指定[119]。
  - 石造燈籠 1基（工芸品）
江戸時代初期、元和5年（1619年）の作。搭高256センチメートル。昭和33年7月23日指定[120]。
  - 鐃 1口（工芸品）
平安時代前半の作の三鈷鐃。昭和33年7月23日指定[121]。
  - 軍配 1口（工芸品）
室町時代の作。昭和33年7月23日指定[122]。
  - 太刀 銘景安 1口（工芸品）
平安時代末期、備前刀工（古備前派）の景安の作と見られる。初代水戸藩主の徳川頼房の寄進による。身長は77.5センチメートル。昭和36年3月24日指定[123]。
  - 草花双鳥円鏡 1面（工芸品）
室町時代の作。昭和45年（1970年）に盗難に遭った（未発見）。昭和40年2月24日指定[124]。
  - 十一面観音御正体 1面（工芸品）
鎌倉時代初期の作。昭和45年（1970年）に盗難に遭った（未発見）。昭和40年2月24日指定[125]。
  - 鹿島神宮文書 18巻（古文書）
元暦2年（1185年）の源頼朝下文から明治4年（1871年）の神祇官達書に至る、総計250点の古文書群。巻子で18巻に仕立られている。平成22年11月10日指定[126]。
- 天然記念物
  - 鹿島神宮樹叢 - 昭和38年8月23日指定[53]。

### 鹿嶋市指定文化財
- 有形文化財
  - 楼門回廊 2棟（建造物） - 昭和57年3月20日指定。

また、神幸祭で奉納される各地区の山車数台が鹿嶋市指定有形文化財に指定されている。

### その他
- 悪路王の首像・首桶
蝦夷の悪路王の首と首桶を、江戸時代の寛文4年（1664年）に木造で復元し奥州の藤原満清が奉献したもの。悪路王とは、平安時代に坂上田村麻呂が征伐した蝦夷指導者のアテルイを指すとしている。
- 美しい日本の歩きたくなるみち500選選定 「鹿島神宮の森からカシマスタジアムを巡るみち」

## 関係事項

### 鹿島郡衙

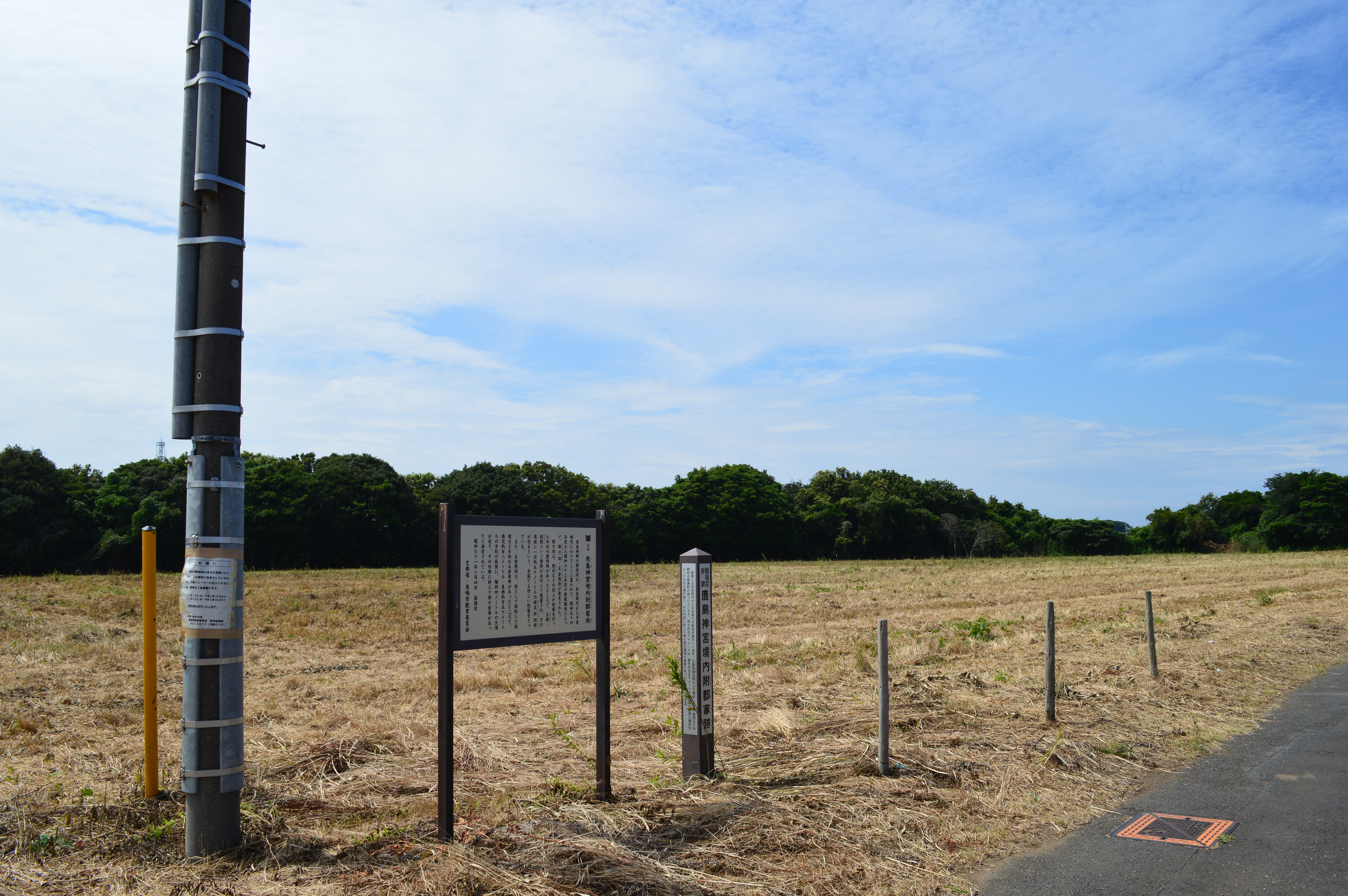
神野向遺跡（鹿嶋市宮中）

鹿島郡（香島郡）は、『常陸国風土記』によれば下総国の海上国造の部内及び那賀国造の部内からそれぞれ割き、当初より神郡として建郡されたという。古郡衙の遺構は見つかっておらず、神郡の郡衙であるので神社のそばであるとも推察される。
8世紀以降の新郡衙跡は、神宮の南約1.5kmに位置する鹿嶋市宮中の神野向遺跡（かのむかいいせき、北緯35度57分19.29秒 東経140度38分01.67秒 / 北緯35.9553583度 東経140.6337972度）で発見された。遺構は、8世紀前半から10世紀初め頃までの郡庁内郭・厨家相当施設・正倉院等で構成されている。この場所は『常陸国風土記』の「其の社の南」に郡家があるという記載とも一致する。遺跡は鹿島神宮境内の附（つけたり）として国の史跡に指定されている。

### 鹿島苗裔神
鹿島神宮は東国開拓の拠点であったことから、その苗裔神（びょうえいしん）すなわち御子神が各地に形成された。『常陸国風土記』の時期には、すでに行方郡に分祠の存在が記されている。
『日本三代実録』の貞観8年（866年）の記事では、神宮司の言として陸奥国に苗裔神が38社あると記載されている。その内訳は次に示す通りであるが、具体的な社名は記されていない。
菊多郡 1、磐城郡 11、標葉郡 2、
行方郡 1、宇多郡 7、伊具郡 1、
曰理郡 2、宮城郡 3、黒河郡 1、
色麻郡 3、志太郡 1、小田郡 4、
牡鹿郡 1
また同記事では、陸奥国での鹿島神の祟りが甚だしいので嘉祥元年（848年）に宮司らが奉幣に向かったが、陸奥国入国は許されなかったという。これに関して、神宮の祭祀氏族が代わったため分社側が抵抗したと解釈する説がある。
さらに『延喜式』神名帳では、陸奥国条に「鹿島」を冠する神社として次の8社の記載がある（「陸奥国の式内社一覧」参照）。
| 延喜式 | 延喜式             | 比定社                 | 比定社                     | 比定社                                                                        |
| 郡名   | 社名               | 社名                   | 所在地                     | 座標                                                                          |
| ------ | ------------------ | ---------------------- | -------------------------- | ----------------------------------------------------------------------------- |
| 黒川郡 | 鹿島天足別神社     | 鹿島天足別神社         | 宮城県黒川郡富谷町大亀     | 北緯38度22分02.43秒 東経140度55分37.40秒 / 北緯38.3673417度 東経140.9270556度 |
| 曰理郡 | 鹿島伊都乃比気神社 | （論）鹿島緒名太神社   | 宮城県亘理郡亘理町逢隈小山 | 北緯38度04分33.37秒 東経140度49分39.86秒 / 北緯38.0759361度 東経140.8277389度 |
| 曰理郡 | 鹿島伊都乃比気神社 | （論）鹿島天足和気神社 | 宮城県亘理郡亘理町逢隈鹿島 | 北緯38度02分31.61秒 東経140度50分36.59秒 / 北緯38.0421139度 東経140.8434972度 |
| 曰理郡 | 鹿島緒名太神社     | （論）鹿島緒名太神社   | 宮城県亘理郡亘理町逢隈小山 | （前記）                                                                      |
| 曰理郡 | 鹿島緒名太神社     | （論）鹿島天足和気神社 | 宮城県亘理郡亘理町逢隈鹿島 | （前記）                                                                      |
| 曰理郡 | 鹿島天足和気神社   | （論）鹿島天足和気神社 | 宮城県亘理郡亘理町逢隈鹿島 | （前記）                                                                      |
| 信夫郡 | 鹿島神社           | （論）鹿島神社         | 福島県福島市鳥谷野         | 北緯37度44分3.85秒 東経140度28分3.70秒 / 北緯37.7344028度 東経140.4676944度   |
| 信夫郡 | 鹿島神社           | （論）鹿島神社         | 福島県福島市小田           | 北緯37度42分26.25秒 東経140度26分5.23秒 / 北緯37.7072917度 東経140.4347861度  |
| 信夫郡 | 鹿島神社           | （論）鹿島神社         | 福島県福島市岡島           | 北緯37度46分58.98秒 東経140度30分38.00秒 / 北緯37.7830500度 東経140.5105556度 |
| 信夫郡 | 鹿島神社           | （論）鹿島神社         | 福島県伊達郡国見町         | 北緯37度52分41.26秒 東経140度32分47.32秒 / 北緯37.8781278度 東経140.5464778度 |
| 磐城郡 | 鹿島神社           | 鹿島神社               | 福島県いわき市常磐上矢田町 | 北緯37度00分46.52秒 東経140度54分26.93秒 / 北緯37.0129222度 東経140.9074806度 |
| 牡鹿郡 | 鹿島御児神社       | 鹿島御児神社           | 宮城県石巻市日和が丘       | 北緯38度25分26.56秒 東経141度18分29.25秒 / 北緯38.4240444度 東経141.3081250度 |
| 行方郡 | 鹿島御子神社       | 鹿島御子神社           | 福島県南相馬市鹿島区鹿島   | 北緯37度42分10.31秒 東経140度57分59.60秒 / 北緯37.7028639度 東経140.9665556度 |

以上の記載から、鹿島神が海岸沿いを北上して牡鹿郡（現・宮城県石巻市付近）まで進出した様子が見える。またその社名から、鹿島神の御子神として「天足別命」の存在も推測される。『延喜式』神名帳では香取神宮の苗裔神2社も見えるが、これら鹿島・香取苗裔神の存在は、大和朝廷の勢力が海岸沿いに北進する際に鹿島・香取両神の神威を仰いだことによると解釈されている。その具体的な事情としては、中臣氏の遠祖である臣狭山命が倭建命の東征活動に参加しており、陸奥地方に多く見える鹿島神、鹿島御子神の分布は中臣氏の先祖や部民関係者が東征活動に随行、従事したことによるものと見られる。
これに関連する事象として、陸奥国一宮の鹽竈神社（宮城県塩竈市、北緯38度19分08.12秒 東経141度00分45.47秒 / 北緯38.3189222度 東経141.0126306度）においても武甕槌・経津主両神が祀られている。なお、鹿島・香取の分布には差があり、香取苗裔神2社は鹿島を飛び越す位置に鎮座する。このことから、初期段階には鹿島は外海（蝦夷）、香取は内海（香取海）を志向したとし、その後両神の神威が逆転したとする説がある。
そのほか、後世には武神としての崇敬により各地に鹿島神が勧請され、旧常陸国地域を中心として全国に多くの分祠が形成された（詳しくは「鹿島神社」を参照）。

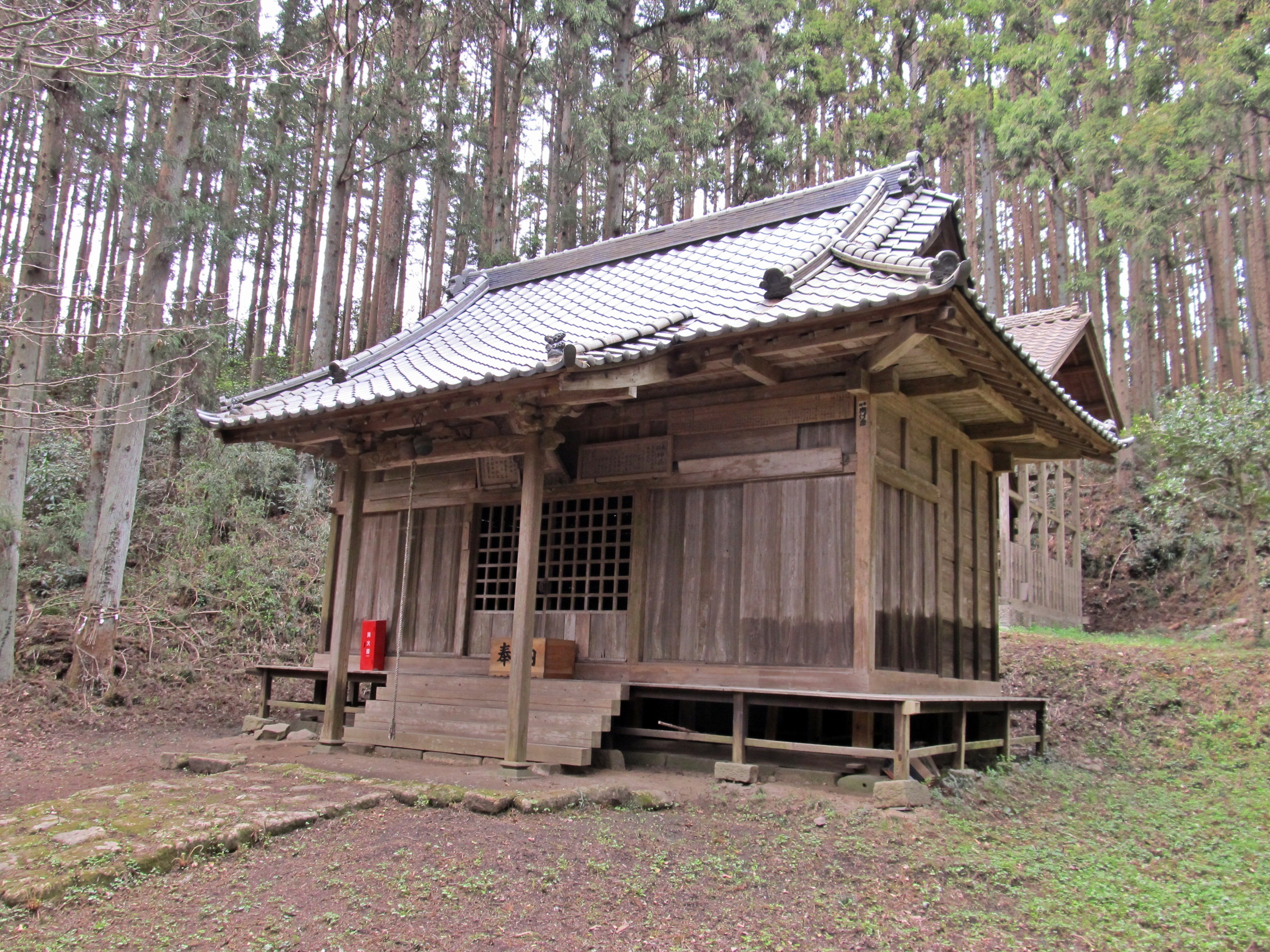
鹿島緒名太神社（宮城県亘理郡亘理町）
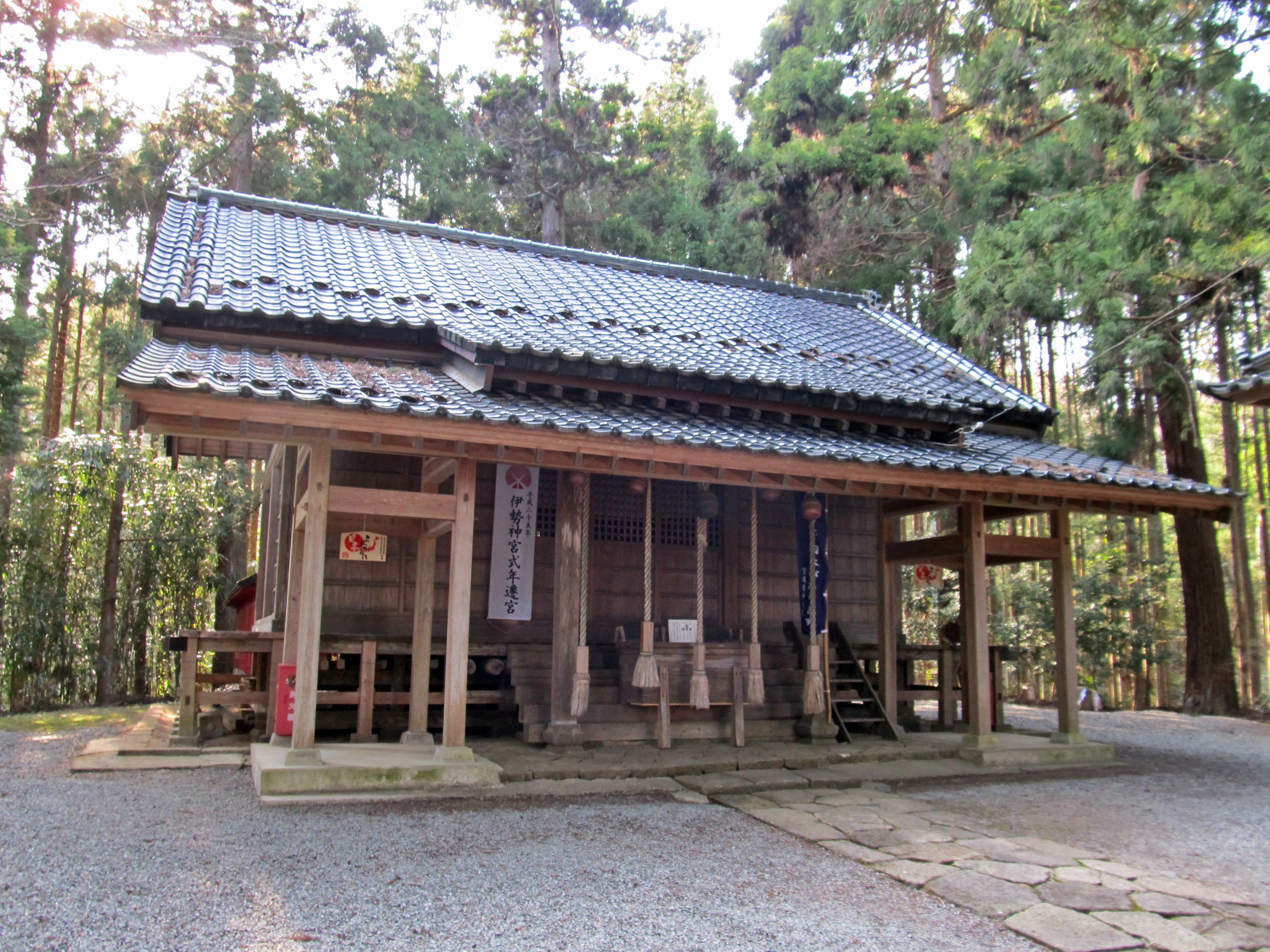
鹿島天足和気神社（宮城県亘理郡亘理町）
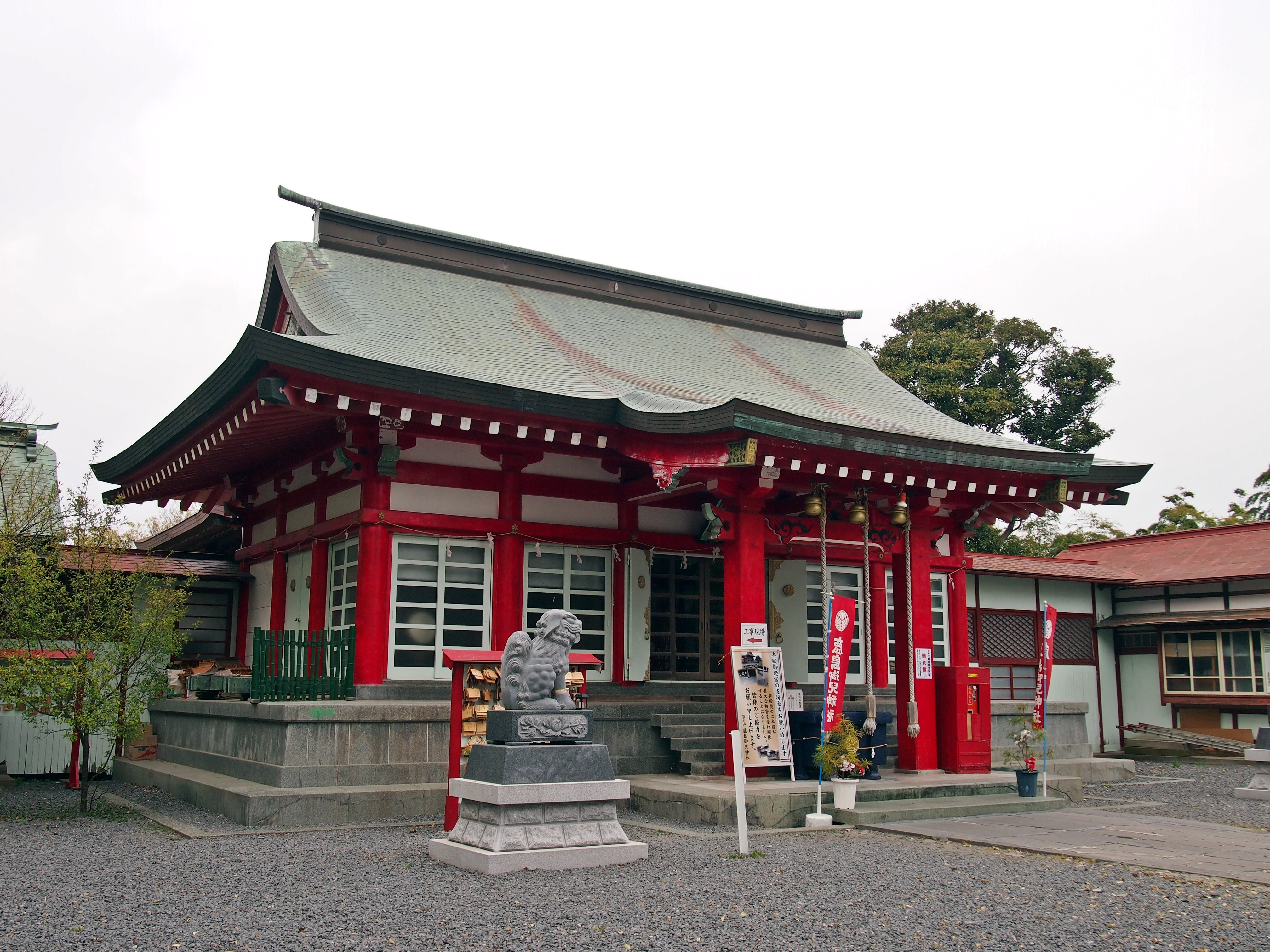
鹿島御児神社（宮城県石巻市）
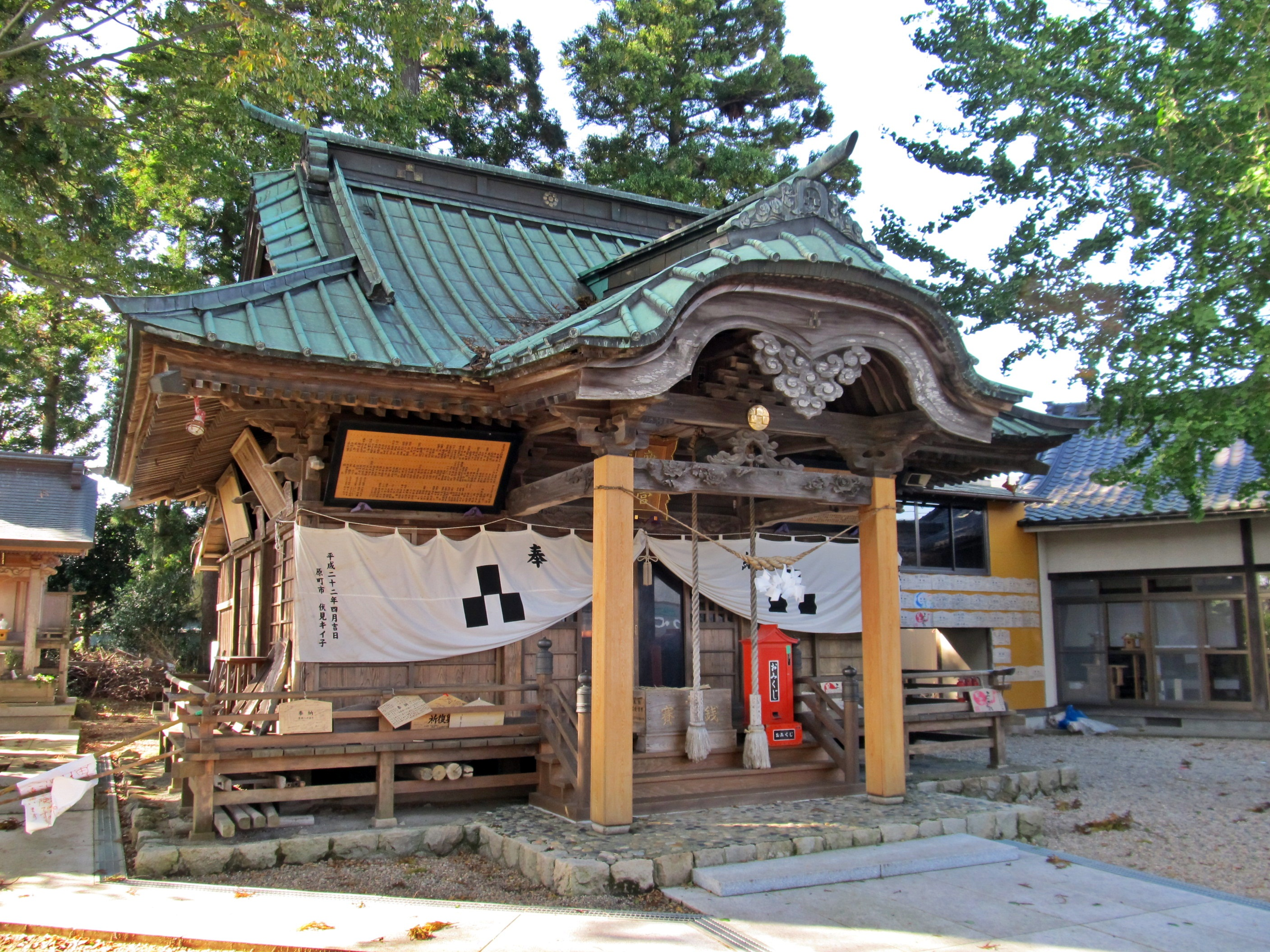
鹿島御子神社（福島県南相馬市）
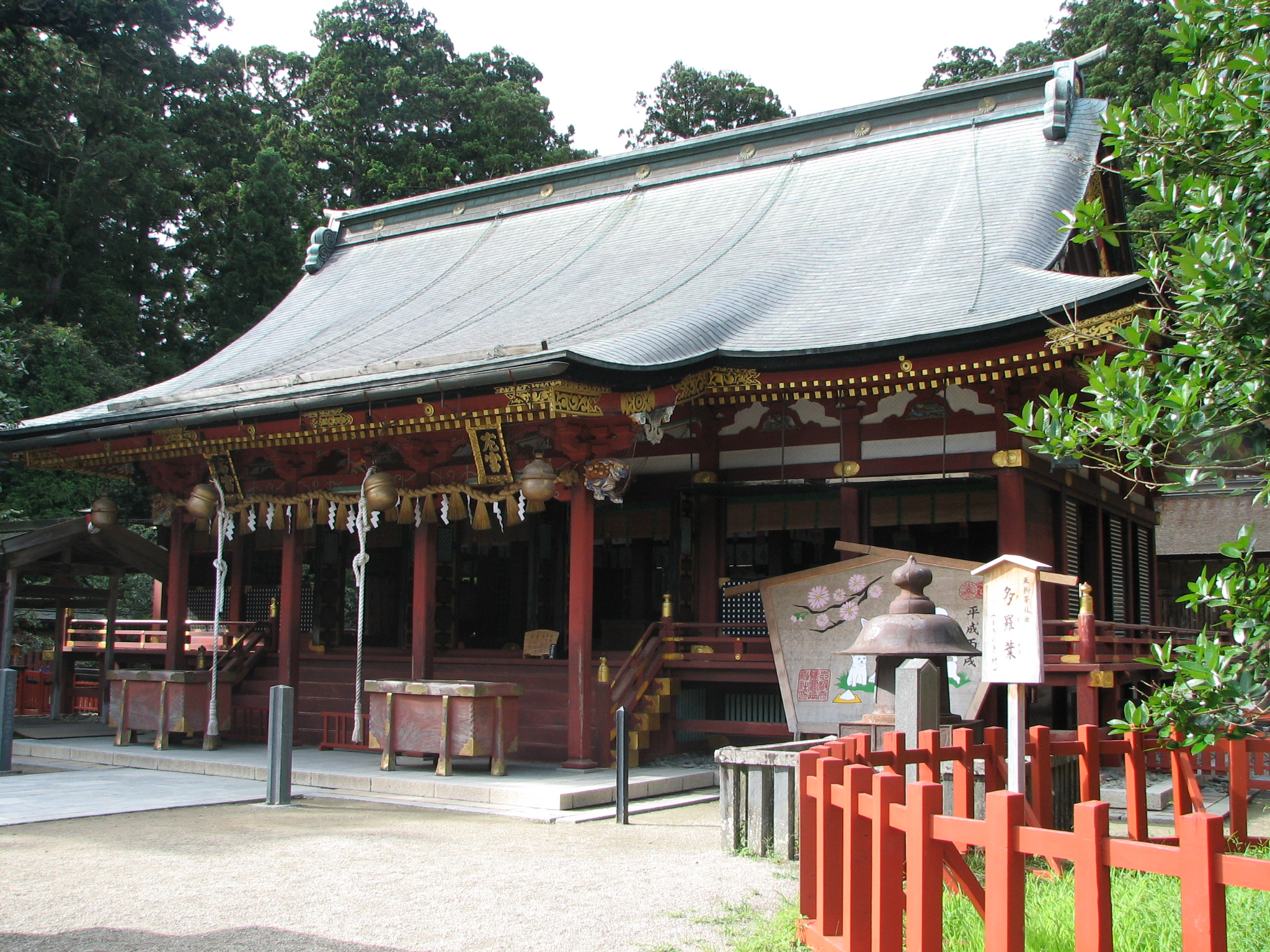
鹽竈神社（宮城県塩竈市）

### 鹿島七不思議
鹿島神宮には「七不思議」と呼ばれるものがあり、次の7項目が挙げられる。
- 要石
- 御手洗池の水深
- 末無川 - 境外の高天原で湧出した水の行方が辿れなくなるという[132]。
- 境内三笠山の藤の花 - 藤の多く咲く年は豊作、少ない年は凶作という[132]。
- 鹿島灘の海鳴 - （特に奥宮付近において）波の音が北の方に聞こえる時は晴れ、南に響く時は雨が降るという[132]。
- 根上りの松 - 神宮の松は幾度伐っても芽が出て枯れないという[132]。
- 松の箸 - 神宮の松で作った箸からは脂が出ないという[132]。

### その他
鹿島神宮寺
「かしまじんぐうじ」。かつて存在した鹿島神宮の神宮寺。
嘉祥3年（850年）・天安3年（859年）の太政官符によると、天平勝宝年間（749年-757年）に鹿島郡大領・中臣連千徳、元宮司・中臣鹿島連大宗（たいそう）、修行僧・万巻らにより創建されたといい、承和4年（837年）には定額寺に列せられたという。南北朝時代には別当寺として神宮に深く関与した。
寺はたびたび移転して江戸時代には新町にあったといい、真言宗仁和寺の末寺として「鹿島山」を山号とし、釈迦如来を本尊とした。門徒寺を100近く有する有力寺院であったが、幕末になり文久3年（1863年）に水戸天狗党によって、また元治元年（1864年）には正義隊によって荒廃、明治元年（1868年）10月に廃寺となった。
このほか、神宮関係の寺では広徳寺・護国院・正等寺・普済寺・安居寺・根本寺・涼泉寺・五台院等があったが、これらのうちで護国院のみ現存している。
鹿島立
「かしまだち」。「旅立ち」や「門出」を意味する名詞で、鹿島神宮に由来するとされる。鹿島神が国土を平定したことからとも、防人・武士が旅立ちで無事を鹿島神宮に祈願したことからともいわれる。
関連して、防人が鹿島神に祈った歌として『万葉集』の次の歌が知られる。
| 「                                   | 天平勝宝7歳2月、相替遣筑紫諸国防人等歌 霰降り 鹿島の神を 祈りつつ 皇御軍に 我れは来にしを あられふり かしまのかみを いのりつつ すめらみくさに われはきにしを | 」 |
| —大舎人部千文、『万葉集』巻20 4370番 | |    |
鹿島使
「かしまづかい」。鹿島神宮に遣わされた奉幣使。2月に行われる春日祭（春日大社例祭）や藤原氏関連の重要な人事に際し朝廷から発遣された。
延喜13年（913年）を初見として、藤氏長者から勧学院学生が任命され内蔵寮史生を添えて遣わされた。王朝衰退とともに長寛元年（1163年）に国司代の大掾氏からの鹿島大使役（かしまおおづかいやく）に代わり、毎年7月中旬に参向があった。これは応永年間（1394年-1428年）まで続き、その後は断続的に文亀3年（1503年）まで続いた。

## 考証

### 遺跡・古墳

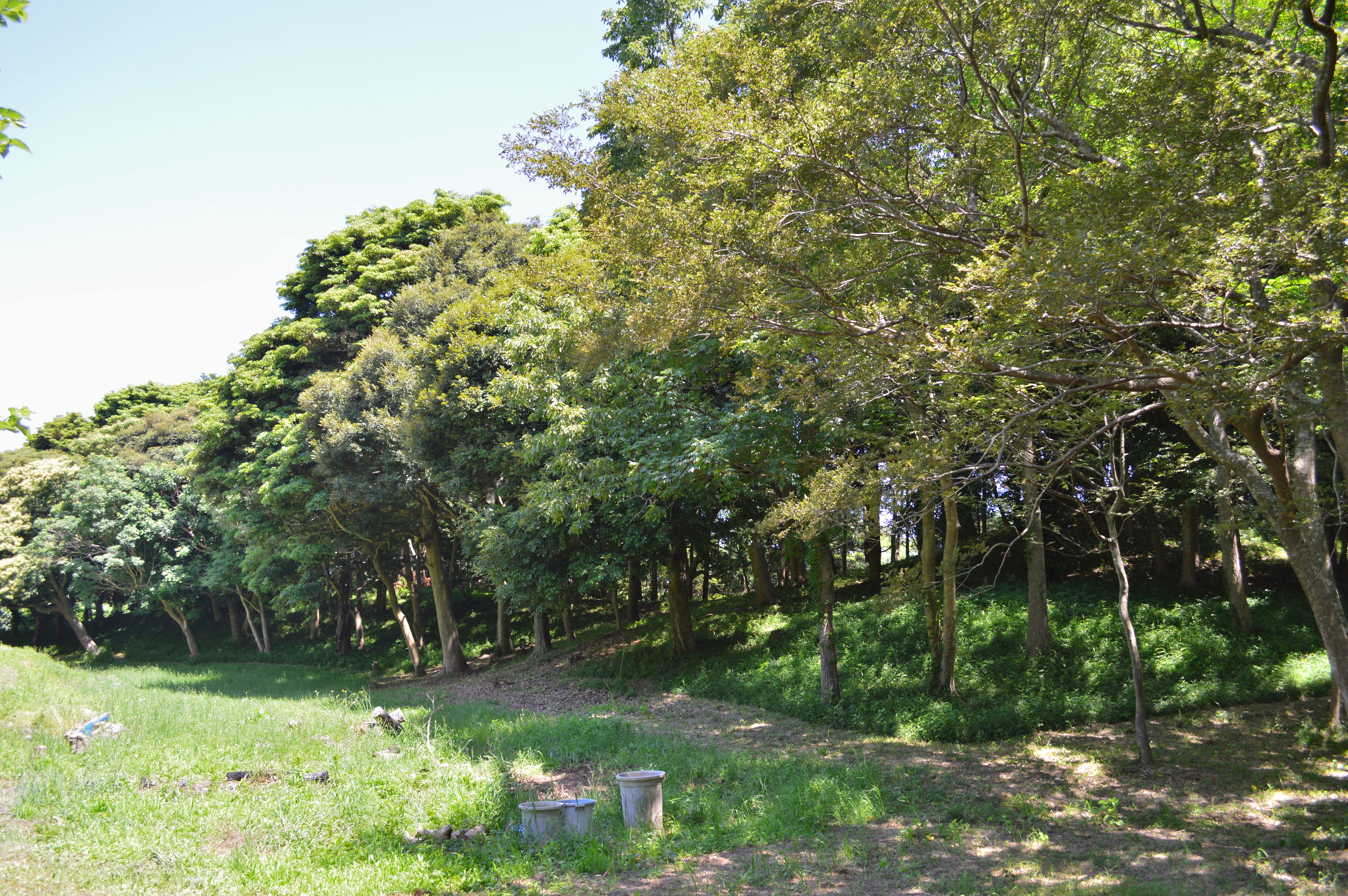
夫婦塚古墳（鹿嶋市宮中）宮中野古墳群で最大規模の古墳で、6世紀中-後半頃の築造。

鹿島周辺では多くの縄文時代遺跡は見つかっているが、弥生時代の遺跡は数箇所程度にとどまっている。古墳時代に入っても古い古墳は見つかっておらず、神宮境内における祭祀遺物でも、発掘された土器は6世紀以降のものとされている。
神宮に関する古墳としては、北東方2キロメートルにおいて前方後円墳17基を含む古墳100基以上からなる宮中野古墳群（きゅうちゅうのこふんぐん）が知られる。同古墳群は6世紀から7世紀頃の築造とされ、中でも夫婦塚古墳（鹿嶋市指定史跡、北緯35度58分56.39秒 東経140度36分41.41秒 / 北緯35.9823306度 東経140.6115028度）は、古墳群中最大規模の墳丘長約108メートルの前方後円墳である。その他の主要古墳には、帆立貝式前方後円墳の大塚古墳（勅使塚）もある。この古墳群は鹿島地方の首長墓群と見られており、鹿島神宮との関係も指摘されている。また神宮の東方の高天原には「鬼塚」という全長80メートルの古墳があるほか、潮来市大生にある大生古墳群も鹿島神宮との関係が指摘される。
なお、鹿嶋市の厨台遺跡群では大規模な集落遺跡が検出されており、「鹿嶋郷長」・「中臣宅成」の墨書土器の出土から鹿島郡鹿島郷の中心地かつ中臣氏の居住地と認められるほか、7世紀中頃の竪穴建物の増加には孝徳天皇年間（645年-654年）の神戸50戸加増との対応が指摘される。

### 本源地について

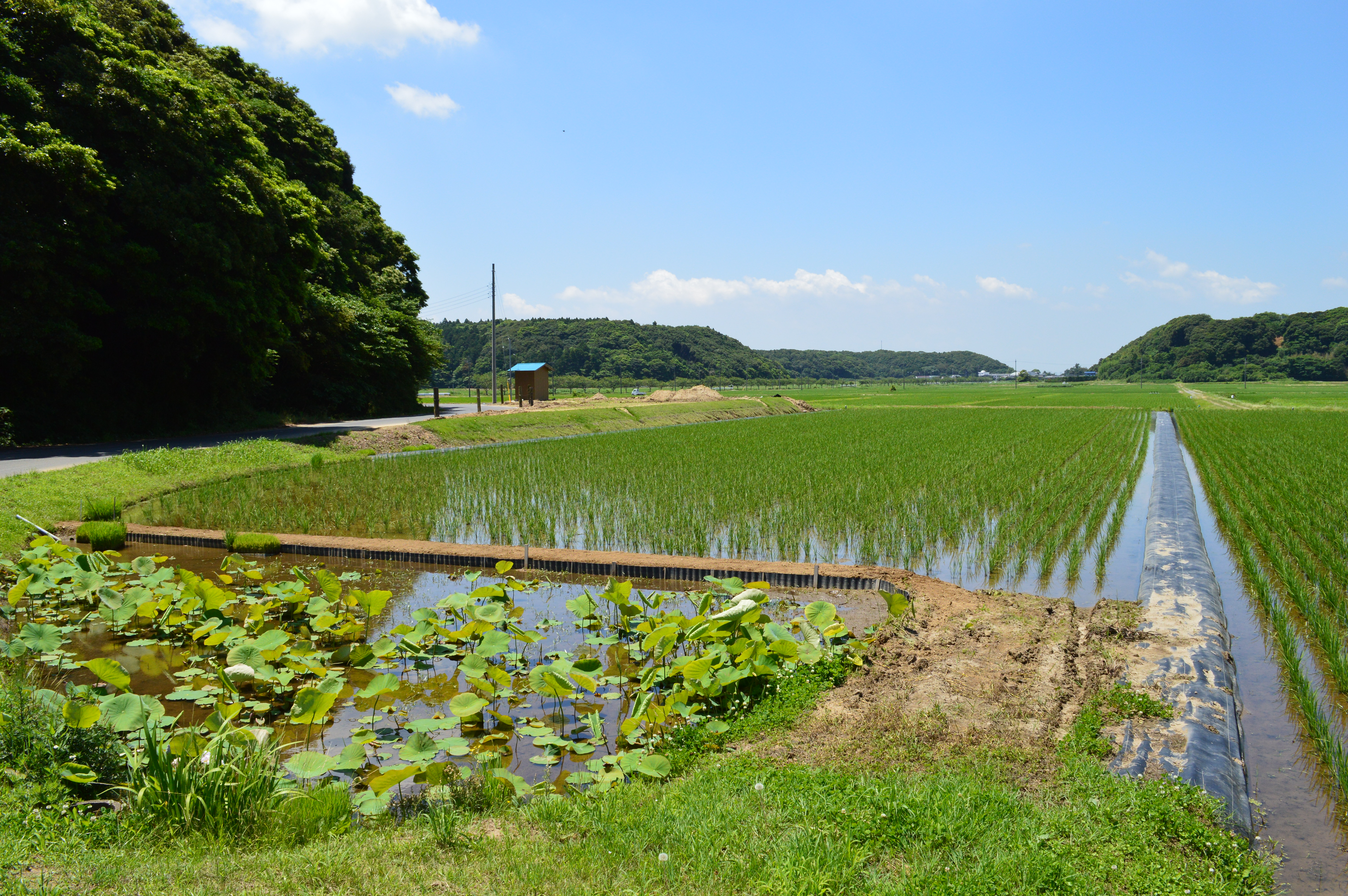
鹿嶋市田谷の風景沼尾池の跡地周辺。

鹿島神宮は要衝に位置しており、ヤマト政権の東国支配の拠点のため、かなり早い段階でその勢力下に入ったとされる。『常陸国風土記』によれば、鹿島神宮は「香島の天の大神」と記され、次の三社の総称であるという。
- 天の大神の社（あめのおおかみのやしろ） - 現在の鹿島神宮（本宮）。
- 坂戸の社（さかとのやしろ） - 現在の境外摂社坂戸神社。
- 沼尾の社（ぬまおのやしろ） - 現在の境外摂社沼尾神社。

このように古くは三社から成る神社であったとされ、『常陸国風土記』には景行天皇年間に舟3隻を奉献したという記述（御船祭起源説話）もある。
これら三社のうち、本源地を「天の大神の社」以外に取る説が古くより提唱されている。沼尾社を本源とする説によると、かつて付近にあった「沼尾池」を神として祀っていたと推測される。その根拠として、『常陸国風土記』で沼尾池を「天から流れてきた水がたまった沼」という表現があり、天から降った神であろうと見られている。これに対して坂戸社とする説の根拠には、『常陸国風土記』における「坂戸・沼尾」という書き順や、神社近くにあるべき古郡衙が坂戸社の鎮座する「山之上」に推定されることが挙げられる。この中で社名「坂戸」の意味について、「さか」を「境」と見て、「蝦夷地への境界・入り口」を意味するとの指摘がある。

### 祭神・祭祀氏族について

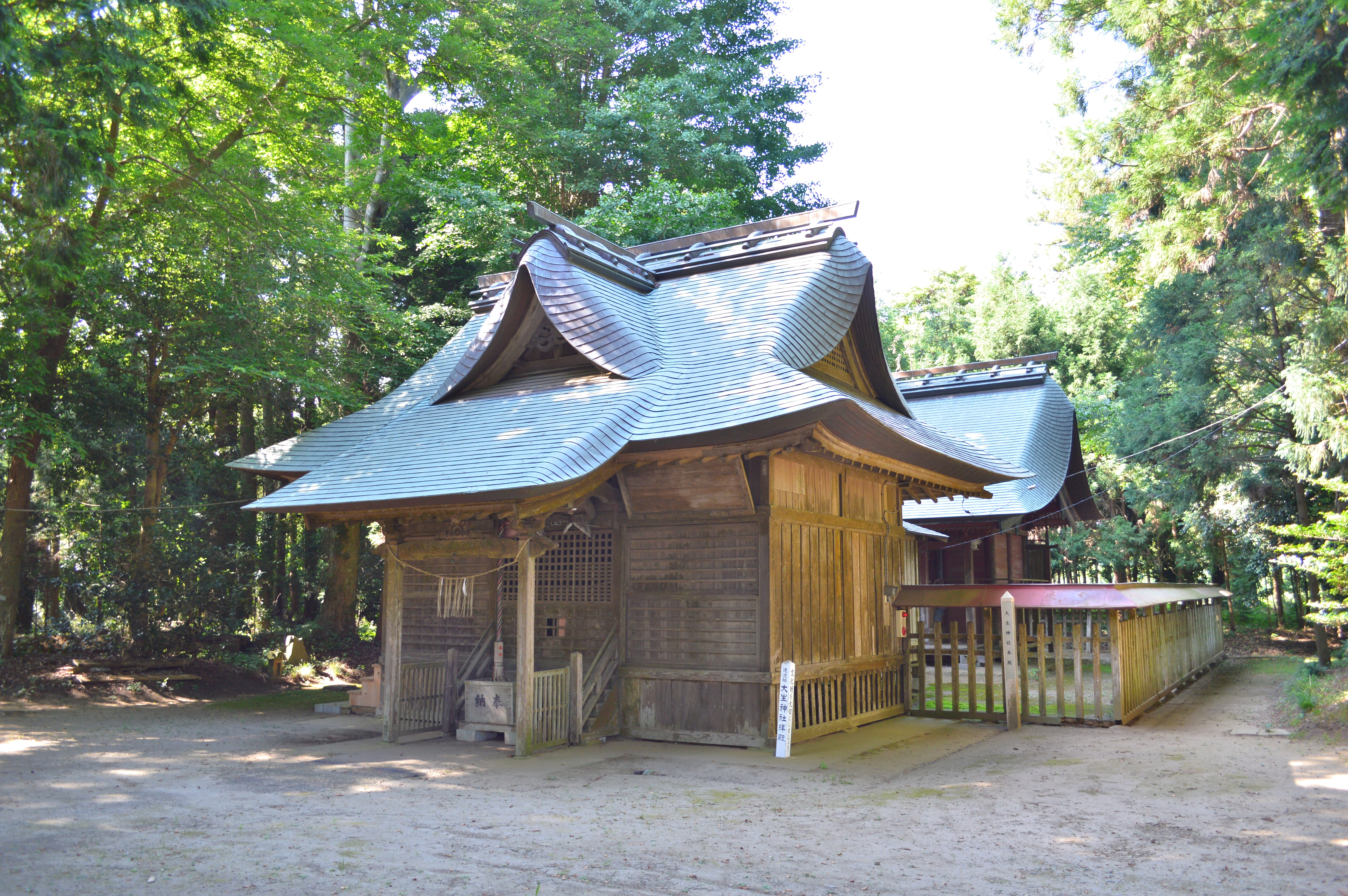
大生神社（潮来市大生）鹿島の元宮であると伝える。

鹿島神宮の祭祀氏族としては、中臣氏が知られている。史書に見える頃からすでに中臣氏が活躍を見せており、中臣氏から出た藤原氏も氏神として神宮を崇敬した。現存する系図にも中臣氏の一族が鹿島神宮の社家を輩出した事情が見え、『常陸国風土記』にも一族が鹿島神を祭祀した記事がある。一方で中臣氏が神宮を管掌するようになったのは、朝廷の東国経営強化の要請から中央祭祀を司る中臣氏が祀官を再編したためとする説や、原始祭祀氏族の没落によるとする説もある。その場合、掌握時期についても、藤原鎌足（614年-669年）の常陸国封戸獲得の時点とする説、中臣鹿島賜姓の時点（746年）とする説がある。中臣氏が本来の管掌氏族ではないと見る論者の中には、掌握以前の祭祀氏族に関しては、次の説がある。
多氏説
中臣氏以前の氏族を多氏（おおうじ）に見る説で、根拠として、「鹿島の本宮」ともいわれる大生神社（潮来市大生、北緯35度59分30.54秒 東経140度33分06.43秒 / 北緯35.9918167度 東経140.5517861度）の存在がある。その社名「おおう」は、多氏一族が居住したことによると伝えられ、奈良の多神社（多氏本拠地）からの勧請という伝承もある。また大生神社の例祭には鹿島神宮から物忌が出輿したとされるが、物忌は神宮祭事のうち年6回しか携わることはなく（神職節）、その1つを境外の大生神社が占めていたことは破格の扱いといえる。大生神社に関する古文書には、春日大社創建を契機として鹿島神宮が性格を変えたこと、それに大生神社が関わっていることが記載されている。この大生神社周辺には古墳時代中期（5世紀）の古墳群（大生古墳群）が残っており、神社祭祀氏族の墓とされ、各前方後円墳がいずれも大生神社または鹿島神宮を向いているという指摘もある。
多氏については、鹿島郡を割く以前の那珂地域を治めた仲国造や、鹿島苗裔神が特に多い陸奥国磐城郡の国造（道奥石城国造）が、いずれも多氏祖の神八井耳命系であったことも併せて指摘される。
一方氏神は古来より血縁集団の祖神であり、その神を祀るのは原則として神裔の氏族であり、また系図史料では建御雷神を中臣氏の祖神と位置づけている。これによれば多氏は建御雷神の神裔ではないことは明白で、またその他多氏族が居住した地域（尾張国、科野国など）において多氏が建御雷神を祀った例は見られない。また阿伎留神社の伝承などからも崇神朝に玉造氏と中臣氏の祖先が武蔵に到来し、玉造氏が陸奥地域に展開したことが指摘されており、近年の木簡出土状況からも陸奥において卜部の分布が多かった可能性があるため、中臣氏（卜部氏）の部民関係者による祭祀によるものと見られる。
物部氏説
物部氏を原始祭祀氏族とする説によれば、タケミカヅチ・韴霊剣・石上神宮の関係から、タケミカヅチは物部氏が奉じた神とする説。この中で、5世紀から6世紀頃に物部氏はフツノミタマを奉じて各地に遠征したといい、6世紀に発生した武蔵国造の乱と東国の鎮守設定の要請が合致すると説明される。
鹿島神宮の祭神は古くよりタケミカヅチとされているが、『古事記』・『日本書紀』・『常陸国風土記』には祭神をタケミカヅチとする直接的な言及はなく、初見は『古語拾遺』（807年成立）または『延喜式』所収の「春日祭祝詞」（768年から927年に成立）にまで下る（「祭神」節）。
鹿島神をタケミカヅチと見ない論者は、その祭神設定の経緯としては、ヤマト政権が東国経営を進めるに伴い、原始祭祀の神に対して中臣氏がタケミカヅチを代位したという見方がされている。一方、上記のようにタケミカヅチは物部氏の祀る神という見方や、鹿島に残る「ミカ = 甕」伝承と神名との指摘もある。このようにタケミカヅチが常陸に根付いたのは、8世紀をそう遡らないと見る説がある。一方、中臣氏の遠祖と見られる火之迦具土神や波邇夜須毘売神の名が天香具山の埴土に通じ、埴土で作る甕やタケミカヅチの祖先である甕速日神に関わることから、甕伝承を中臣氏の氏神と見る傍証とする説もある。
そのほか、香取神宮祭神の「イハヒヌシ（イワイヌシ、伊波比主・斎主）」という別称から、鹿島・香取両神宮について「鹿島 = 朝廷の神」に対する「香取 = 在地の神（奉仕する神）」という、伊勢神宮の内宮・外宮に似た祭祀関係の指摘もある。

## 現地情報
所在地
- 茨城県鹿嶋市宮中2306-1

付属施設
- 宝物館 - 開館時間：午前9時から午後4時。直刀（国宝）等の宝物を展示。

交通アクセス
- 鉄道
  - 東日本旅客鉄道（JR東日本）鹿島線「鹿島神宮駅」（徒歩10分） - 鹿島臨海鉄道大洗鹿島線も乗り入れ。
- 高速バス
  - 都心方面（東京駅・羽田空港・東京テレポート駅）から、高速バス「鹿島神宮」バス停下車（徒歩7分）。（次のバス停である「鹿島神宮駅」との混同に注意が必要）
- 車
  - 東京・千葉方面からは、東関東自動車道 潮来ICから、国道51号を鹿嶋方面へ約20分。
  - 銚子・神栖方面からは、国道124号を経由、水戸方面からは、国道51号をそれぞれ経由。
  - 駐車場：鹿島神宮第1・第2駐車場（有料）のほか、市営駐車場（有料）が鹿島神宮駅周辺に点在。

周辺
- 鹿島城山公園
  - 鹿島城址
- 塚原卜伝墓

## 関連項目

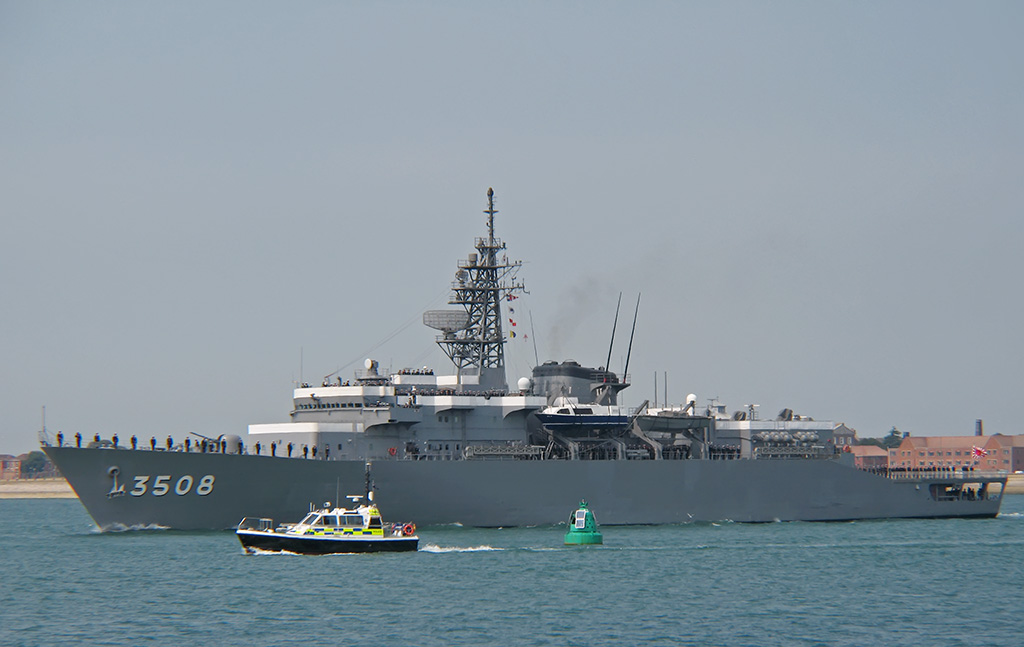
かしま（海上自衛隊練習艦）艦名は神宮に由来する。